# Gläser-Karosserie
Gläser-Karosserie Dresden war ein deutscher Hersteller hochwertiger und luxuriöser Automobil-Karosserien. Der Name geht auf den Sattler und Wagenbauer Carl Heinrich Gläser zurück. Das Unternehmen erreichte aber erst unter dem Inhaber und Karosseriebauer Emil Heuer internationale Anerkennung im Automobilbau. Alleinige Standorte der unter dieser Marke bis zur Enteignung 1945 produzierenden Unternehmen mit unterschiedlichen Rechtsformen waren Dresden und Radeberg in Sachsen sowie von 1950 bis 1952 Weiden in der Oberpfalz. Nach 1945 erlosch in der SBZ / DDR „Gläser-Karosserie Dresden“ als Firma und Marke durch Rechtsprechung im Markenrecht.
Die weitere Entwicklung der Karosseriewerke in Ostdeutschland bzw. in der DDR hat juristisch und wirtschaftlich nichts mehr mit Gläser-Karosserie zu tun.
Nachdem am 1. Juli 1948 alle Betriebe im Territorium der SBZ, die Straßenfahrzeuge herstellten, zur IFA-Vereinigung Volkseigener Fahrzeugwerke zusammengefasst wurden, erhielt das eigenständige Dresdner Werk die Firmenbezeichnung IFA - Vereinigung Volkseigener Fahrzeugwerke, Karosseriewerk Gläser (nach dem Markenrechts-Entscheid: Karosseriewerk Dresden). Dieses ging 1953 im Volkseigenen Betrieb IFA Karosseriewerk Dresden auf, das heute als KWD Automotive AG & Co. KG firmiert.
Das Radeberger Werk wurde zum eigenständigen IFA Vereinigung Volkseigener Fahrzeugwerke, Karosseriewerk Radeberg.
In der Bundesrepublik Deutschland erlosch die Marke Gläser endgültig 1952.

## Entstehung der Marke

### 1864 bis 1903 – Pferdekutschen-Bau unter Hofwagenbauer Heinrich Gläser

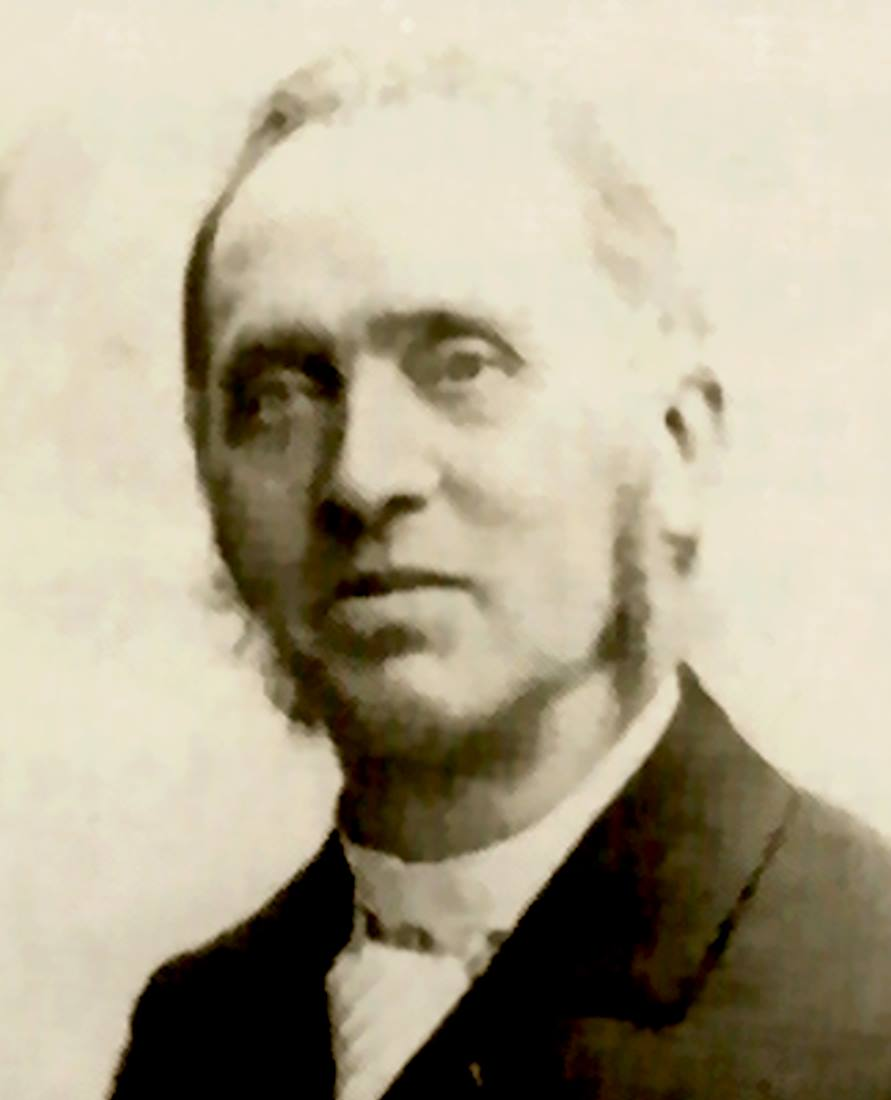
Carl Heinrich Gläser, um 1898

Die Marke Gläser Karosserie Dresden geht auf den Königlichen Hofwagenbauer Carl Heinrich Gläser in Dresden zurück, der 1863 als Sattler nach Dresden kam. Als Innungsmitglied der Sattler übernahm er 1864 die Werkstatt des verstorbenen Sattlermeisters C. F. Kästner in Dresden auf der Rampischenstraße 24 (später Nr. 6). Gläser firmierte als Heinrich Gläser, Sattlerei und Wagenbau und stellte hochwertige Luxuskarossen und höfische Pferdekutschen her. Aufgrund der Qualität seiner Karossen für Kutschen, Chaisen, Sänften und Pferdeschlitten wurde er 1871 Königlicher Hofwagenlieferant; 1874 erhielt er den Titel Königlicher Hofwagenbauer. Ab dieser Zeit versah er seine Exponate mit seiner Wortbildmarke „Gläser Karosserie Dresden“ in Form einer ovalen Plakette mit dem Bild einer königlichen Sänfte. Sein Betrieb arbeitete als Manufaktur mit 23 Beschäftigten und lieferte jährlich etwa 20 Kutschen in luxuriöser Ausführung an den Königlich-Sächsischen Hof.
Wegen der räumlichen Enge seiner Werkstatt hatte sich Gläser auf Ausstattungsarbeiten spezialisiert, indem er die von anderen Handwerkern gelieferten Kutschen-Rohbauten (Fahrgestelle) bis zur Endfertigung durch Stellmacher, Sattler, Schreiner, Linierer, Lackierer, Vergolder und andere Gewerke fertigstellen ließ. Einer seiner Lieferanten von Kutschen-Rohbauten war Friedrich August Emil Heuer aus Radeberg, Inhaber der Wagenbauerei Emil Heuer. Er unterhielt enge Geschäftsbeziehungen zu Gläser und wurde 1898 mit einem zusätzlichen Geschäftslokal mit Reparaturwerkstatt am Freiberger Platz in Dresden ansässig. Ab 1900 wurde er Mitinhaber des Unternehmens von Heinrich Gläser.

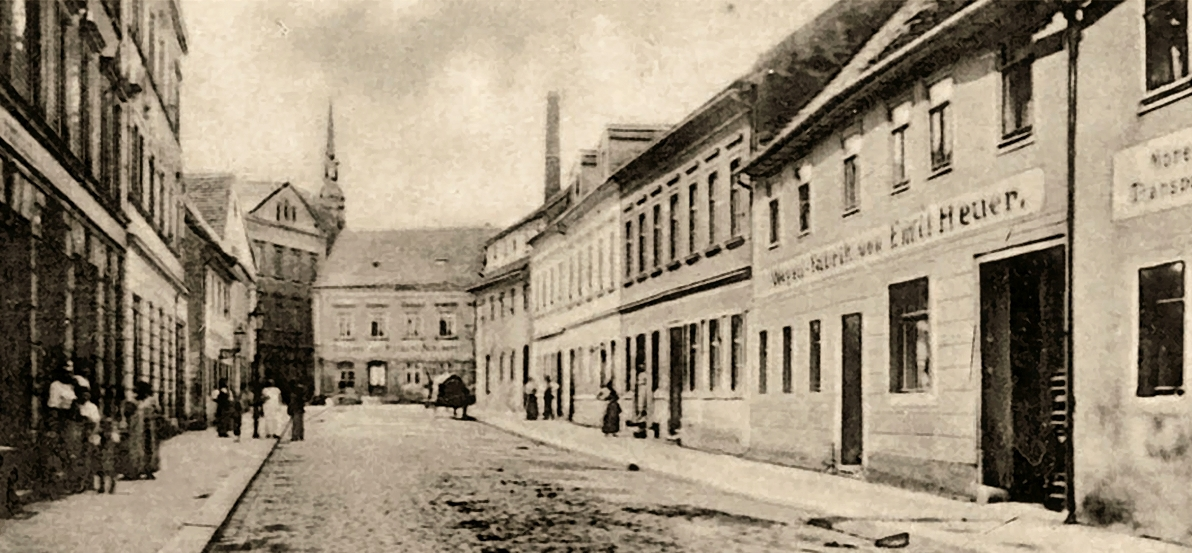
Wagenfabrik Emil Heuer, Radeberg, Pulsnitzer Straße 4. um 1900

Da er als Wagenfabrikant bereits seit 1884 eine Schmiede und Wagenbauerei in Radeberg betrieben hatte, stand er damit ab 1900 zwei Unternehmen vor. Den Radeberger Betrieb ließ er am 15. Juni 1900 als Wagenfabrik Emil Heuer neu firmieren und in das Handelsregister des Amtsgerichts Radeberg „als Betrieb am alten Standort“ neu eintragen. Als Geschäftsführer mit Prokura setzte er seinen Bruder Robert Heuer ein.
In Dresden betrieben die beiden Inhaber Gläser und Heuer, entsprechend dem Konzept Gläsers, weiterhin den Bau von hochwertigen Pferdekutschen und Equipagen, obwohl seit 1886 bereits die Anfänge der Automobilentwicklung als „Kutschen ohne Pferde“, mit Verbrennungsmotoren als Antrieb, zu verzeichnen waren. Gläser lehnte jedoch den Bau von Automobilen ab, die er als „Stinkekutschen“ bezeichnete. Er starb im Dezember 1903. Emil Heuer, seit Juli 1903 ebenfalls „Königlicher Hofwagenbauer“, wurde nach dem Tod Gläsers 1903 zum alleinigen Geschäftsführer und Besitzer von „Heinrich Gläser, Sattlerei und Wagenbauanstalt“, Rampischestr. 6.
Gläser hatte bis zu seinem Lebensende traditionelle Kutschenaufbauten hergestellt, die aufkommende neuartige Entwicklung der motorisierten Automobile (erstes Patent Carl Benz 1886) immer abgelehnt und den Bau von Karosserien für Automobile in seinem Unternehmen untersagt.

### 1903 bis 1918 – Emil Heuer, Königlicher Hofwagenbauer und Automobil-Karosseriehersteller

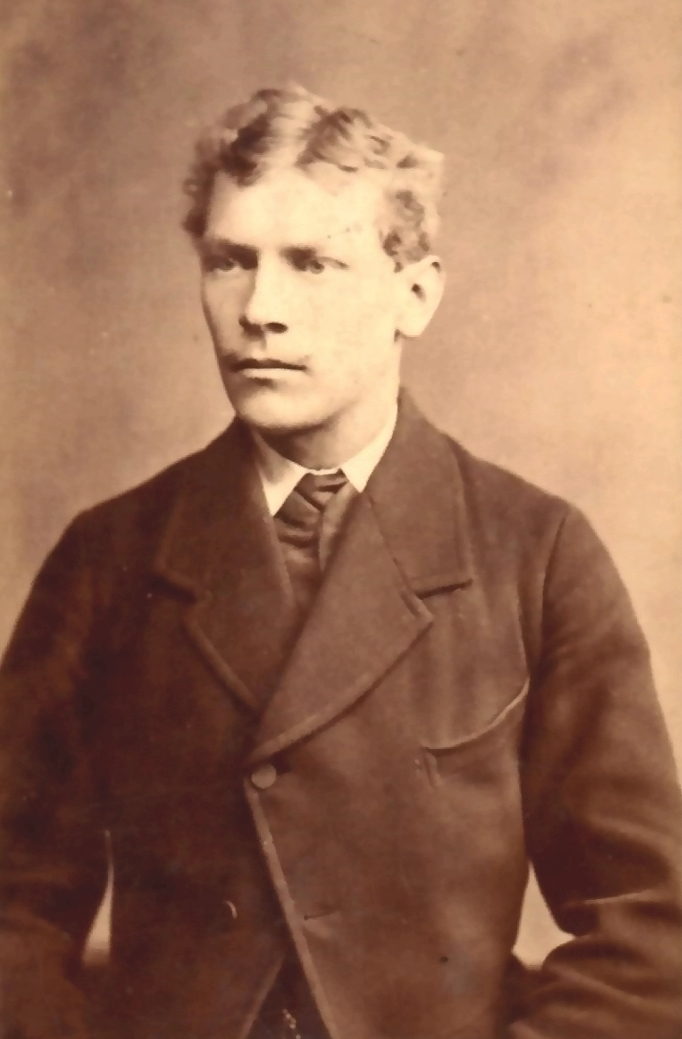
Emil Heuer, um 1885

Ab 1903 begann Emil Heuer, sich neben dem Bau höfischer und privater Kutschen auch der Karosserieherstellung von Automobilen zuzuwenden. Als Inhaber von zwei Firmen, seinem Stammbetrieb in Radeberg Wagenfabrik Emil Heuer und der Dresdner Firma Heinrich Gläser, führte er eine Spezialisierung der Produktion ein. Beide Firmen blieben eigenständig und juristisch unabhängig. Die Radeberger Firma wurde auf die Rohbauten der Karossen und Karosserien spezialisiert, die Dresdener Firma, dem Platzmangel der Werkstatt Rampischestr. 6 geschuldet, auf die Ausstattungs-Arbeiten der von Radeberg nach Dresden gelieferten Roh-Karosserien. In Dresden erhielten diese in der Endmontage die Marken-Plakette Gläser Karosserie Dresden mit dem Signet der Königlichen Sänfte, welches Heuer als bereits in Fachkreisen bekannte Marke für seine Automobilkarosserien übernahm. Unter diesem Fabrikations- und Markenzeichen „Gläser“ wurden die Luxuskarosserien berühmt, die in den zwei Betrieben unter Leitung von Emil Heuer, später auch gemeinsam mit seinen drei Söhnen, entstanden. Er selbst blieb mit seinem Namen als eigentlicher Schöpfer der Automobil-Karosserien im Hintergrund der Marke „Gläser“. Damit wurden alle die von ihm und seinen Söhnen konstruierten Karosserieaufbauten, die für fast alle großen Automobilfirmen weltweit hergestellt wurden, einschließlich der besonders formschönen und extravaganten Cabriolets der 1920er und 1930er Jahre, nur unter dem Namen „Gläser“ bekannt und berühmt.
Bereits 1904 baute Heuer seine erste motorisierte Gläser-Karosserie für das noch junge Unternehmen Mercedes, 1905 einen ersten Motorwagen für den Dresdner Hof auf ein Chassis von Daimler und 1906 einen Jagd-Omnibus für den Dresdner Hof für 12 Personen. Ab dieser Zeit begann Heuer mit seinem Team auch neue Formen zu entwickeln und dabei auch Gesetzmäßigkeiten des Strömungswiderstandes der Luft zu erforschen. Es entstanden in den nächsten Jahrzehnten glatte und geschlossene aerodynamische Formen, die im aufkommenden Automobilsport und bei Rallyes im Motorsport mit ihren verlängerten Motorhauben, mit Windschutzscheiben und eingesetzten Türen in den Seitenteilen, neue Maßstäbe setzten und als „Torpedoform“ bekannt wurden. 1909 wurde von Emil Heuer als Neuheit die erste Karosseriebauform Phaeton mit Verkleidung der Vordersitze entwickelt.
Die weitere Auftragslage der zwei Firmen belief sich zu fast gleichen Teilen im Bereich der innovativen Automobil- und traditionellen Kutschenherstellung. Da es im Radeberger Betrieb keinen elektrischen Strom gab, mussten die gesamten Karosseriearbeiten bis 1905 in Handarbeit ausgeführt werden. Erst ab diesem Zeitpunkt wurde mit einer Locomobile eigener Strom erzeugt, der zu einer weiteren Verbesserung der Arbeitsbedingungen und -leistungen mit dem Einsatz von Maschinen führte und die Entwicklung vom Handwerksbetrieb zur moderneren Manufaktur und Fabrik eröffnete. Dementsprechend vergrößerten sich die Auftragszahlen und mit diesen die Anzahl der Arbeitskräfte, die 1907 in Radeberg mit 22 Schmieden, 28 Stellmachern und 12 Sattlern und Lackierern angegeben wurden, nicht mitgerechnet die vielen Hilfsarbeitskräfte. In Dresden erfolgte 1906 eine erste Betriebsvergrößerung durch die Inbetriebnahme einer zusätzlichen Wagenlackiererei am Schützenplatz 10. Die Aufträge wurden so umfangreich, dass die Firma Heinrich Gläser in der Innenstadt Dresdens zunehmend Platzprobleme bekam.

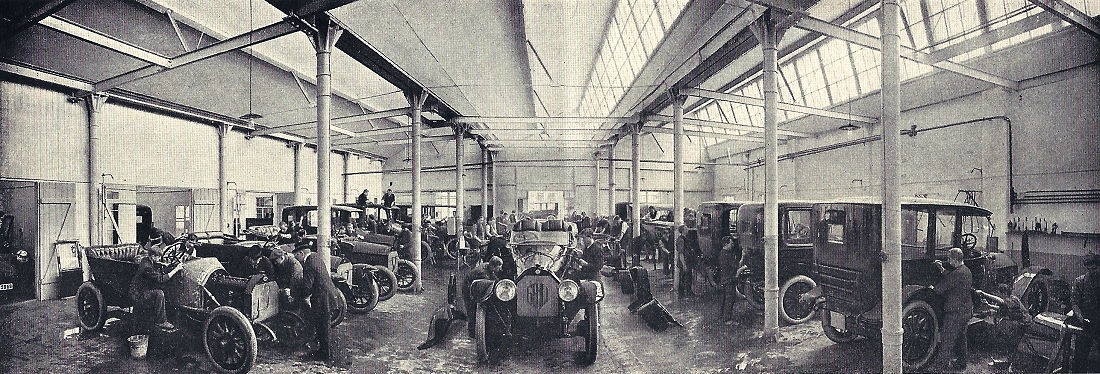
Montage-Halle Gläser-Karosserie Dresden, Arnoldstraße. Um 1920. Mit der typischen Einzelfertigung.

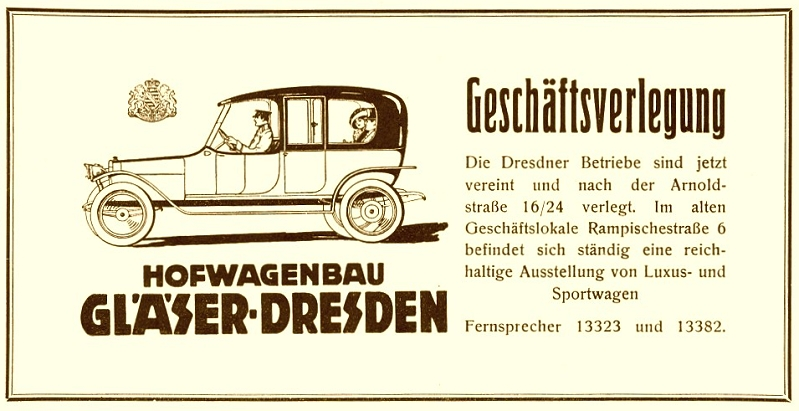
Anzeige im „Dresdner Anzeiger“ vom März 1914 zur 1913 erfolgten Geschäftsverlegung

Heuer baute die Firma in Dresden weiter aus, und im Jahr 1913 vereinte er seine Werkstatt Rampischestraße 6 und die Wagenlackiererei auf dem Fabrikgrundstück Arnoldstraße 16/24 ( früher Dresdner Gardinen- und Spitzenmanufaktur) in Dresden-Johannstadt.
Die Zusammenlegung der Fabrik war durch den Aufschwung und die Vergrößerung, die das Unternehmen seit 1903 unter Leitung Heuers genommen hatte, notwendig geworden. Die beiden Firmen, Heinrich Gläser in Dresden und Emil Heuer in Radeberg, beschäftigten um 1913 über 200 Arbeiter und waren bereits mit den modernsten Einrichtungen und Hilfsmaschinen versehen. Emil Heuer gehörte als Karosseur zu den Pionieren des Automobilbaues und begann, in Radeberg und Dresden Autokarosserien der Luxusklasse unter der Marke Gläser Karosserie Dresden für 43 weltweit bekannte Autohersteller in ganz Europa und den USA zu entwickeln. Das alte Geschäftslokal Rampischestraße 6 wurde ab 1913 in einen Ausstellungsraum umgestaltet, wo ständig eine reichhaltige Auswahl von Luxuswagen zu besichtigen war.

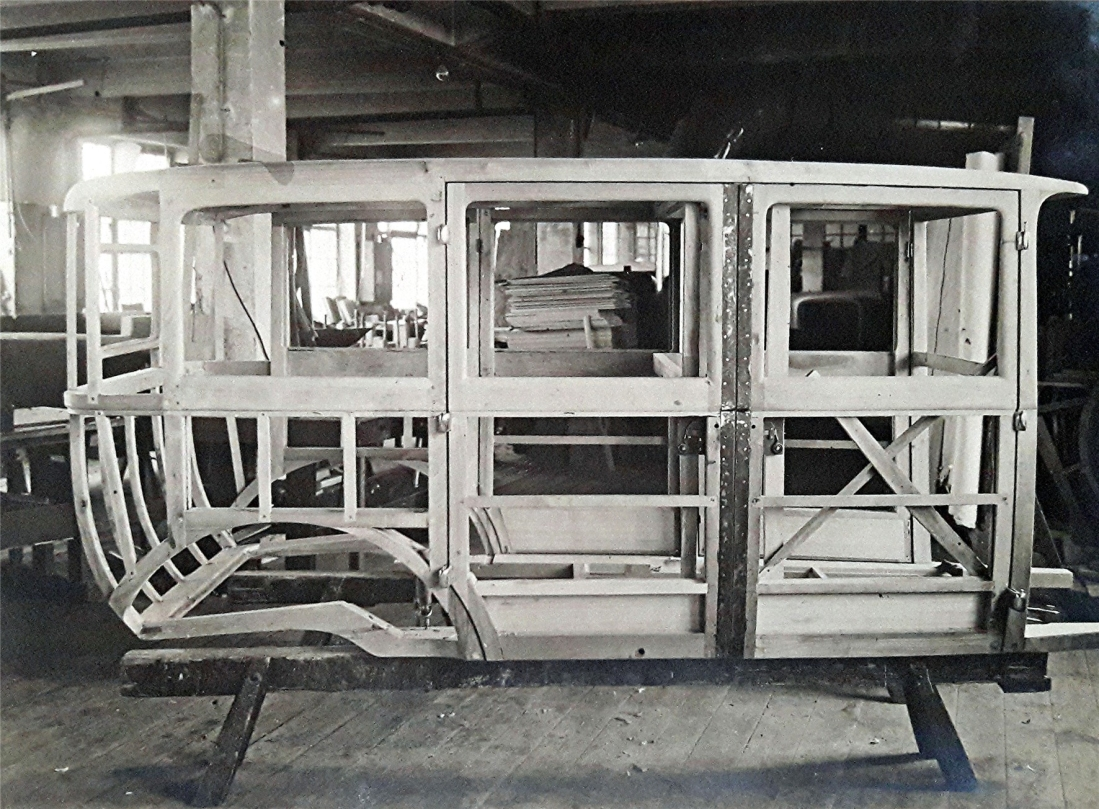
Holz-Skelett einer Gläser-Karosserie, vermutlich Horch 8-303 Pullman-Limousine. Um 1927.

Bei Gläser und Heuer wurden zu dieser Zeit immer noch gleichzeitig Kutschen und Automobilkarosserien gebaut. Das war problemlos möglich, da beide sich im Aufbau zunächst noch weitestgehend entsprachen. So wurde, ebenso wie im Kutschenbau, für den Karosseriebau der Automobile auf Grundlage der von den Automobilfirmen angelieferten Fahrgestelle, ein Holzskelett aufgebaut und verschraubt, welches dann mit Weichholzplatten verkleidet wurde. Alle Aufbauten erfolgten in Handarbeit. Später wurde die Verkleidung in Gemischtbauweise mit handgefertigten und -geformten Blechen (Schwarzblech oder später Aluminium) beplankt und verkleidet und nach dem „Patent Weymann“ mit Kunstleder bezogen, was sich jedoch bei Gläser nicht durchsetzte.
Im Jahr 1914 trat Sohn Emil Georg Heuer als Prokurist in die Dresdner „Firma Heinrich Gläser“ ein.
Noch vor Beginn des Ersten Weltkrieges erhielt die Firma Gläser einen Auftrag des damaligen Generalfeldmarschalls und späteren Reichspräsidenten Paul von Hindenburg, der den Bau eines Tourenwagens wünschte. Dieser wurde zwischen 1914 und 1918 auf einen Benz 27/70 PS gebaut. Mit Kriegsausbruch wurden alle privaten durch militärische Aufträge abgelöst. Eine fast vollständige Ausrichtung der Produktion auf die Bedürfnisse der Kriegswirtschaft erfolgte mit dem Bau von Militärfuhrwerken, Feldküchen und Flugzeugteilen.

## 1918 -Firma Heinrich Gläserals Luxuskarosserie-Hersteller
Vor Kriegsende 1918 erfolgte eine neue Firmierung als Firma Heinrich Gläser, Luxuskarosserie und Wagenbauanstalt. Wegen mangelnder Aufträge für Automobil-Luxuskarosserien wurden vorübergehend Gespann-Wagen und Kutschen auf Vorrat gebaut, um damit Entlassungen der Fachkräfte entgegenzuwirken. Die Arbeiten für Automobilkarosserien begannen erst wieder 1919 mit einem umfangreicheren Auftrag der Siemens-Schuckertwerke.
In der Radeberger Wagenfabrik Emil Heuer erfolgten ab 1918 umfangreiche Baumaßnahmen und Maschinenerneuerungen. Heuer ließ das Haupt-Produktionsgebäude auf drei Etagen erhöhen und die Dampfmaschinentechnik in einen Neubau verlegen. Eine Brandkatastrophe unterbrach 1920 diese Bauphase und vernichtete das eben fertiggestellte Hauptgebäude, den Maschinensaal und die Stellmacherei mit dem Totalverlust aller Maschinen. Der Wiederaufbau begann 1921. Emil Heuer hatte bereits im Oktober 1920 ein an die Firma grenzendes Grundstück in Radeberg, Oberstraße 16, den ehemaligen Gasthof „Sächsischer Reiter“, erworben, dieses Gebäude erheblich vergrößert, zum Bürogebäude umfunktioniert und das bisherige Fabrikgelände erweitert.

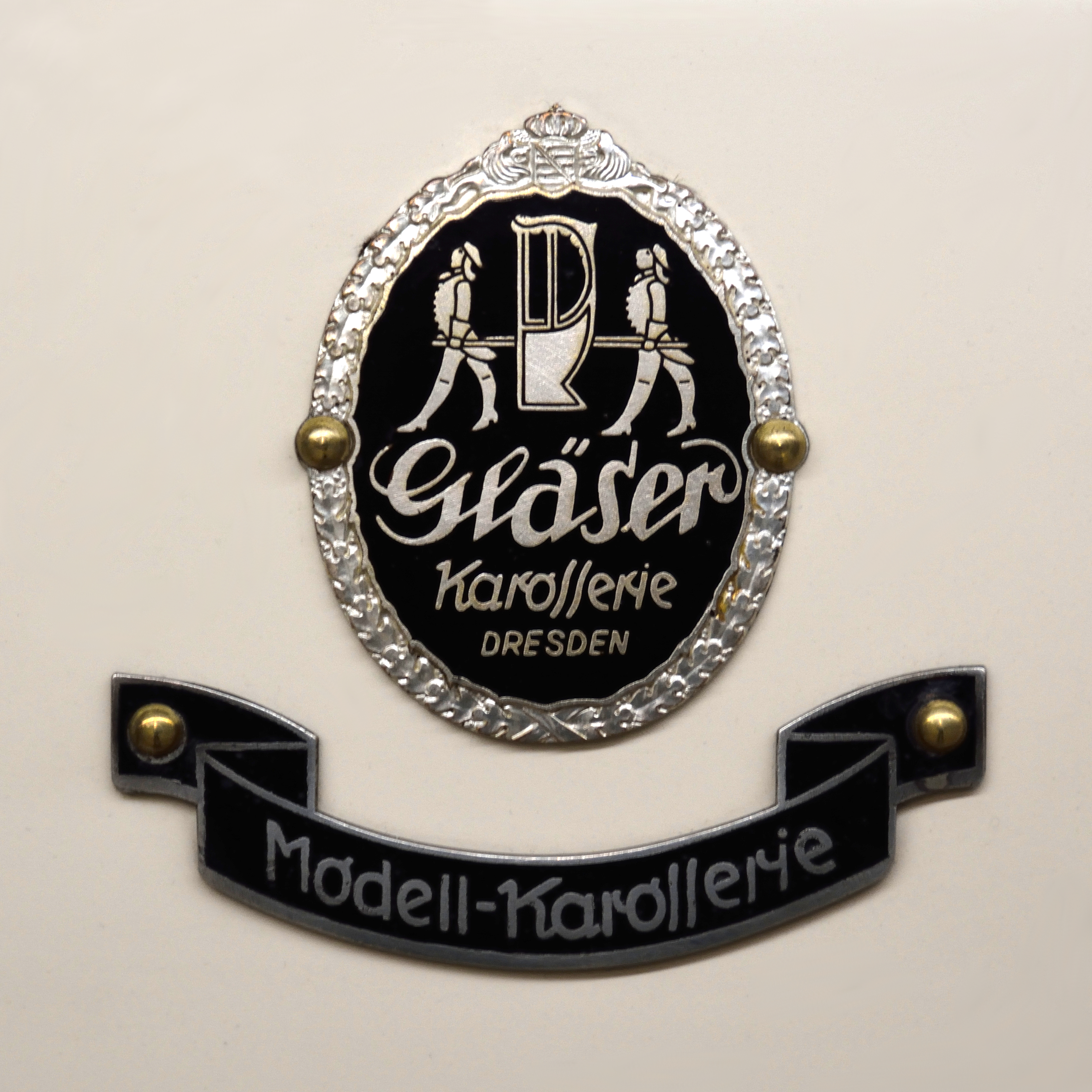
Marke mit Band Modell-Karosserie für Einzel- oder Sonder-Anfertigungen

Mit der Hyperinflation 1923 erfolgten erneute Rückschläge der Auftragslage für die zwei Firmen. Erst nach der 15. Automobilausstellung in Berlin 1923 erhielt Heuer wieder größere Aufträge von AUDI- und Dixi für eine erste Kleinserienproduktion und eine Stromlinienkarosserie, es folgten 1924 Aufträge für einen von Ferdinand Porsche entwickelten Mercedes Typ 15/ 70 /100 PS.
Neben der Kleinserienfertigung von Karosserien nach dem Werkstattprinzip pflegte Heuer zunehmend den Bau von Modellkarosserien und Sondermodellen, die mit einem zusätzlichen Band mit der Aufschrift Modell-Karosserie unter dem ovalen Logo als solche gekennzeichnet wurden. Dabei handelte es sich um besonders aufwendige und formschöne Einzelanfertigungen nach Kundenwünschen.

## 1924 - Trendwende in der Automobilherstellung und Firmenleitung
Ab 1924 traten Veränderungen in der Leitung der Firma Heinrich Gläser ein. Emil Heuer nahm seinen ältesten Sohn, Emil Georg, als seinen Mitinhaber auf, sein zweiter Sohn, der Ingenieur Georg Edmund Heuer, wurde Prokurist. Ab 1930 trat auch der jüngste Sohn, Theodor Erich Heuer, als zweiter Prokurist in die Firma ein. Emil Heuer bestimmte nach wie vor die weitere Entwicklung des Unternehmens an beiden Standorten. Georg Heuer zeichnete verantwortlich für die weitere Gestaltung der Automobilkarosserien, gemeinsam mit Ingenieur Edmund Heuer, der zahlreiche technische Neuerungen einführte und Patente erwarb. Damit begann die Blütezeit der sogenannten Gläser-Cabriolets, die das Unternehmen weltbekannt machen sollten.
Eine Trendwende setzte anlässlich der 16. Deutschen Automobilausstellung 1924 in Berlin ein, auf der ein sichtbarer Wandel in der Automobilindustrie zu verzeichnen war. Vordergründig standen nicht mehr die großen und extrem teuren Luxuswagen im Mittelpunkt des allgemeinen Interesses, sondern die Ausstellung fand im Zeichen neuartiger Kleinwagen statt, bezahlbarer Fahrzeugtypen für eine Mittelschicht. Offene Wagen mit Verdeck wurden zunehmend durch Limousinen abgelöst, und aus den USA kam zusätzlich noch der Trend der getakteten Serienfertigung auf, womit Autos immer preisgünstiger wurden, da auch viele Gleichteile verwendet wurden. Gleichzeitig drängten ab 1924 Automarken aus Amerika, Frankreich und Italien auf den deutschen Markt. Zunächst mit Verkaufsbüros, denen ab 1926 erste Montagewerke folgten, die fertige Einzelteile und Baugruppen einführten und preisgünstig die Komplett-Montage zu Automobilen durchführten, wie Ford, General Motors und Chrysler in Berlin. Sie wurden zur unerwünschten Konkurrenz deutscher Automobilhersteller, die eine Kampagne starteten: „Deutsche kauft deutsche Autos!“. Der Wandel war nicht aufzuhalten, denn amerikanische Autos besaßen technische Neuerungen, wurden durch Fließbandverfahren und Ganzstahlbauweise preisgünstig und bezogen, strategisch als neue Kundengruppe, die Frauen in ihre Werbung ein - mit erstmals einfach zu bedienenden elektrischen Motoranlassern anstelle der Kurbel. 1929 wurde Opel von General Motors übernommen, 1930 gründeten sich die selbständigen Ford-Deutschland-Werke in Köln.
Ab 1926 wurden vom deutsch-amerikanischen Karosseriebau-Unternehmen Ambi-Budd in Berlin-Johannisthal mittels taktgesteuerter Fließbandfertigungen selbsttragende Ganzstahlkarosserien gefertigt, die eine Serienfertigung für preiswertere Fahrzeuge einleitete. Ein zusätzlicher harter Wettbewerb setzte ein mit „Großproduktion gegen individuelle Kleinanfertigung“. Mit dieser Technik der Ganzstahlkarosserie bei Ambi-Budd stellten 1926 bereits 800 Arbeiter täglich 200 Karosserien her, 1928 war die Belegschaft bereits auf 2.500 angestiegen, und ab 1930 wurden auch Cabriolets in die Produktion aufgenommen. Zu dieser Zeit beschäftigte Ambi-Budd 3.000 Mitarbeiter und war das größte Presswerk Europas, welches nun fertige Rohkarossen für Adler, BMW, Citroën, Fiat, Hanomag, Mercedes-Benz u. a. lieferte. Autos wurden zunehmend vom Luxusgut zum Gebrauchsgegenstand.
Wer sich, im Gegensatz zu dieser Billigbauweise, damals einen Wagen mit der Karosserie eines renommierten Karosseriebauers leisten konnte, bestellte das Chassis (Fahrwerk und Motor) direkt beim Automobilhersteller und ließ die Karosserie, entsprechend seiner Wünsche, in der Karosseriefabrik separat anfertigen. Wie hoch das Können von Emil Heuer und seinen Mitarbeitern eingeschätzt wurde, zeigen u. a. solche Auftraggeber wie der Automobilhersteller Maybach-Motorenbau aus Friedrichshafen am Bodensee, von dem bekannt war, dass er für seine exklusiven, hochwertigen Automobile und deren Aufbau mit individuellen Karosserien nur mit den besten Spezialfirmen, wie Emil Heuer bzw. Gläser Karosserie, zusammenarbeitete. Karosseriebauer, wie Emil Heuer und seine Söhne, hatten bisher ihre Abhebung von der Konkurrenz mit ihrer „eigenen individuellen Handschrift“ erzielt, mehr handwerklich als industriell geprägt.

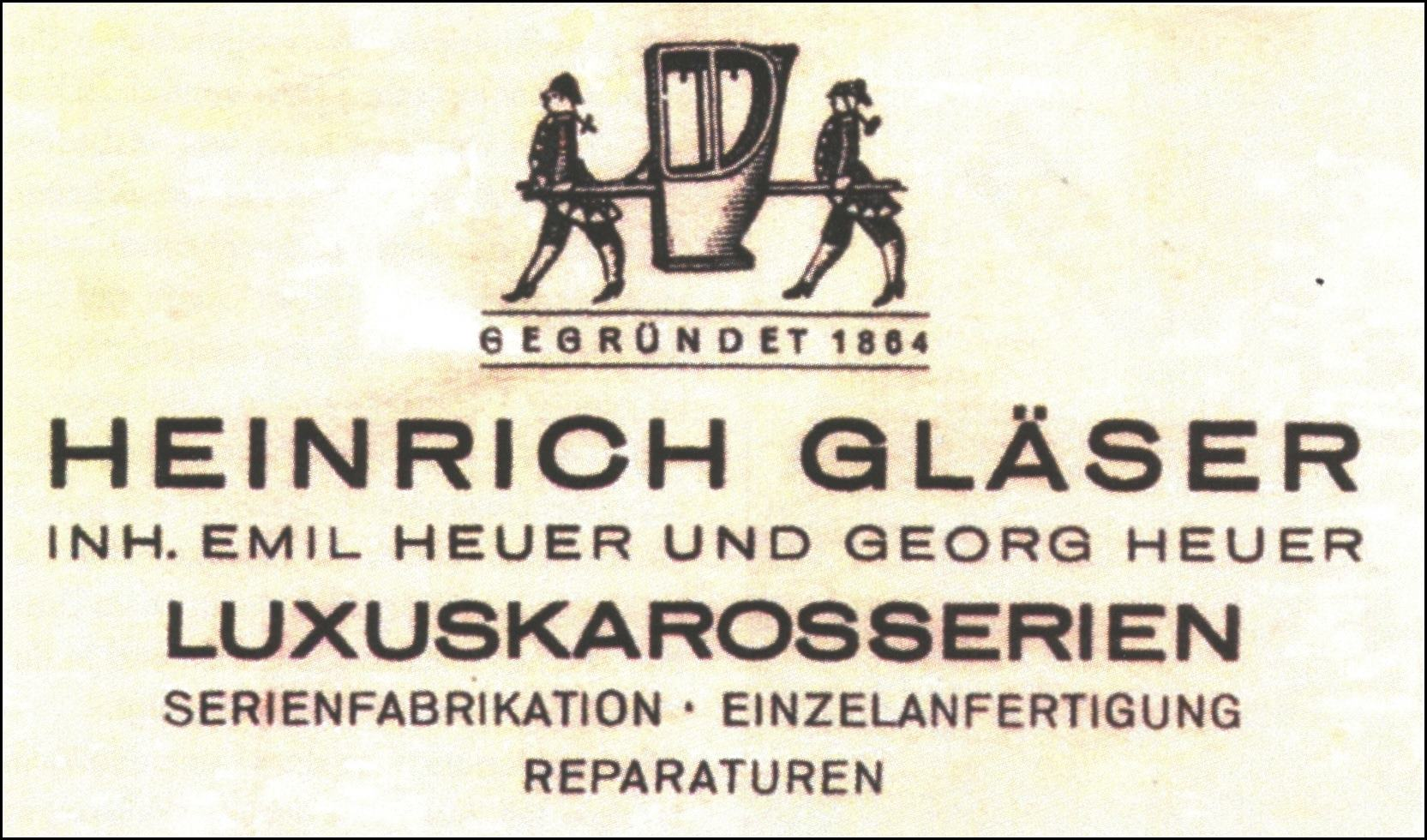
Firmierung in den Geschäftspapieren, Inhaber Emil und Georg Heuer. Anfang 1930er Jahre

Obwohl bei Gläser Karosserie ab dieser Zeit weiterhin edelste Modellkarossen nach speziellem Kundenwunsch in Spezialausführung und auch für Automobilmessen gebaut wurden, begannen sie ebenfalls dem Trend der Zeit zu folgen und nahmen Serienfabrikationen in kleinen Auflagen in die Produktion auf.
Ab 1924 begannen unter Federführung von Sohn Georg Heuer und seinem Bruder, dem Ingenieur und Konstrukteur Edmund Heuer, eine Vielzahl technischer Weiterentwicklungen und die Fertigung von Prototypen. Es wurden Automobile mit windschnittigen Karosserien in einer Sonderabteilung des Betriebes entwickelt. Eine erste Stromlinienkarosserie, nach Patenten von Paul Jaray auf dem Chassis eines Audi K und eines Dixi 6/24 gefertigt, erreichten eine Spitzengeschwindigkeit von 130 km/h. 1925 folgte ein Karosserie Apollo 4/20 mit 110 km/h. Diese Sondermodelle wurden auf den Automobilausstellungen in Berlin als sog. Muttermodelle ausgestellt, wo große Automobilhersteller dann auch die Lizenz zum Nachbau erwerben konnten. „Gläser“ gehörte zu den vier bekannten Karosseriewerkstätten Deutschlands, die alleinige Entwickler von Prototypen für Sondermodelle waren und diese in Berlin ausstellten. Erfolgreich gestaltete sich der Start für die Produktion von Cabriolet-Karosserien im sogenannten „amerikanischen Stil“ für Gläser Karosserie, u. a. mit einem Auftrag für den Steyr XII, mit einer Karosserie in Phaeton-Ausführung und nach hinten zurückklappbarem Verdeck.
Vermutlich unter dem zunehmenden allgemeinen Druck der Entwicklung in der Automobilindustrie nahm Georg Heuer 1926 bereits erste Kontakte zur deutschen Repräsentanz von General Motors in Berlin auf. Die Firma Heinrich Gläser, unter Leitung von Emil Heuer und seinen Söhnen, fertigte in dieser Zeit auch verschiedene klassische Karosserie-Typen, wie Phaeton, Coupé, Landaulet, Limousine, Pullman und Cabriolets in höchster Qualität.

## 1926 bis 1929 - Entwicklung zum Industriebetrieb

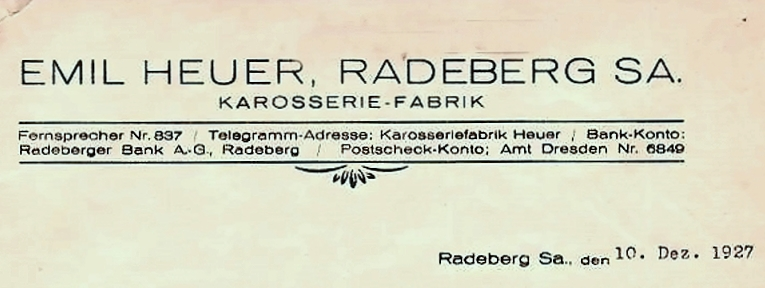
Briefkopf 1927 mit der neuen Firmierung für das Radeberger Werk

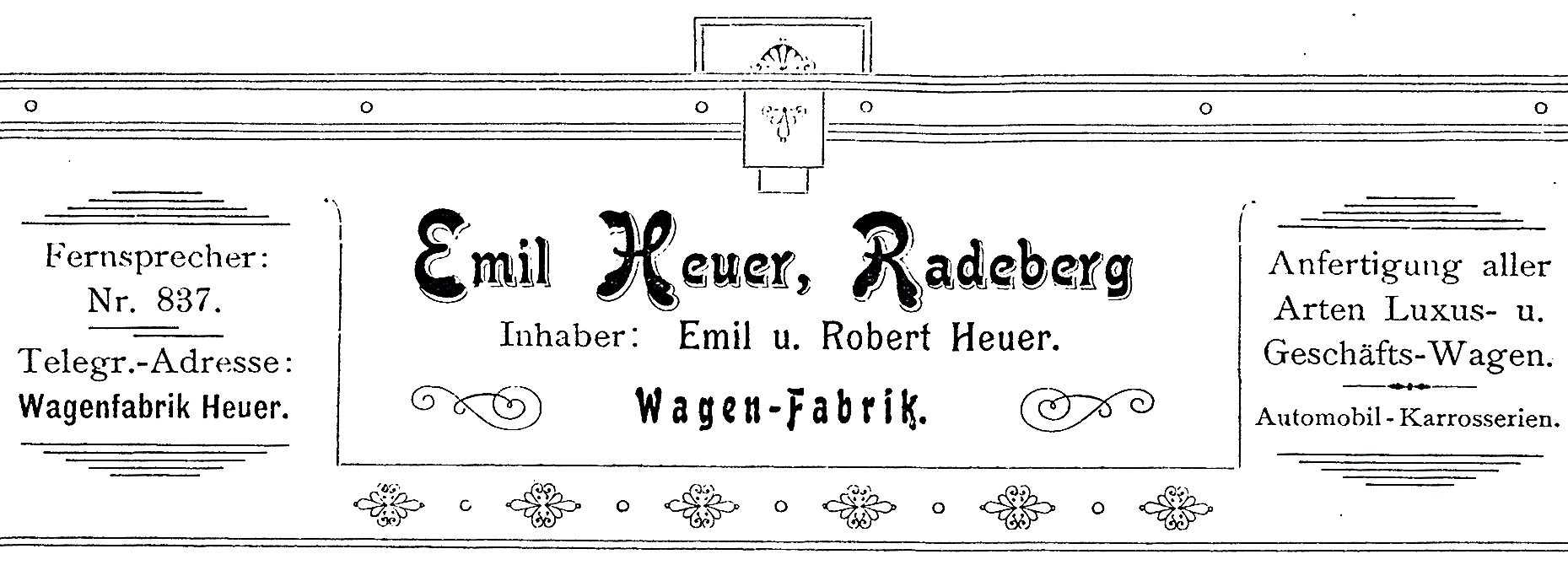
Anzeige Wagenfabrik Emil Heuer - Inhaber Emil u. Robert Heuer. Um 1928

In dieser Zeitschiene vollzog sich, durch den Einsatz von mit Dampfkraft und Elektrizität betriebenen Maschinen, die Entwicklung von Heuers Karosserie-Fabriken in Dresden und Radeberg zu Industriebetrieben, zu markenunabhängigen Karosseriebauunternehmen. 1927 erfolgte unter Leitung Emil Heuers und seines Bruders Robert Heuer die Umbenennung des Radeberger Betriebes von Wagen-Fabrik Emil Heuer in Emil Heuer - Karosseriefabrik.
Neue Wege in der Fertigung wurden beschritten, mit Kleinserien von Cabriolets oder der Entwicklung neuer Formen unter aerodynamischen Gesichtspunkten, windschnittige Karosserien wurden zum Standard, mit nach oben gestellter Blechpartie zwischen Motorhaube und schräggestellter Windschutzscheibe.

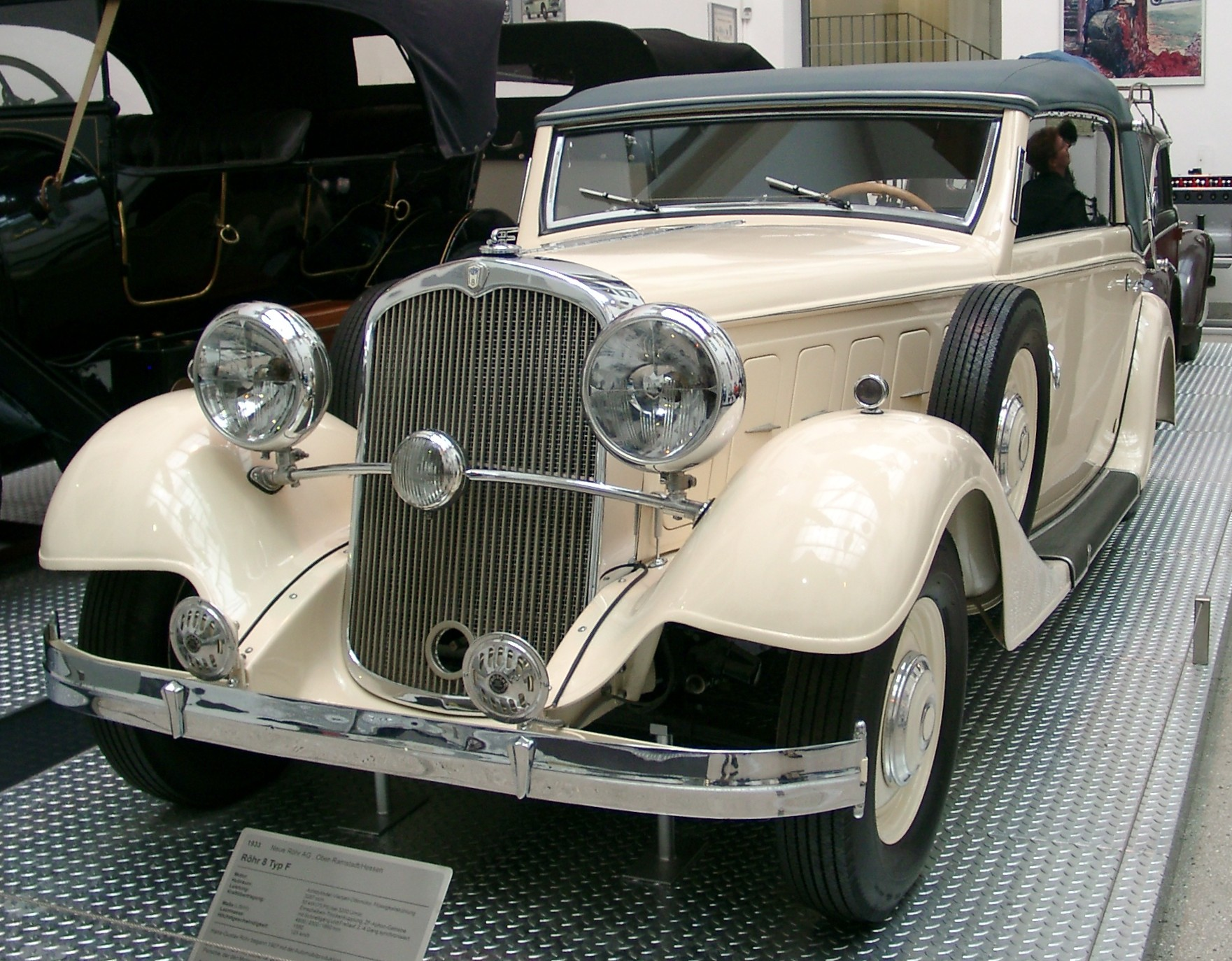
Röhr 8 Typ F Cabriolet im Verkehrsmuseum Dresden

Technische Neuheiten brachte 1927/1928 die deutsche Automobilfirma Röhr Auto AG mit dem Modell Röhr 8 Typ F Cabriolet heraus, das erstmals mit Zahnstangenlenkung und Einzelradaufhängung auf den Markt kam, wofür die Karosseriefabriken Heuer Radeberg und Gläser Dresden die Karosserie herstellten.
Ungeachtet des Trends zu Billigfahrzeugen, spezialisierten sich bedeutende Automobilfirmen wie Daimler-Benz, Horch und Maybach zunehmend auf große, prächtig ausgestattete Repräsentationswagen, die nur von Spezialfirmen wie den Karosseriefabriken Heuer-Gläser in Einzelanfertigung karossiert werden konnten.
Die von ihnen konstruierten Cabriolet-Karosserien der 1920er und 1930er Jahre zeichneten sich durch eine harmonische Linienführung und ihre ausgewogene Symmetrie aus, verbunden mit einer Innenausstattung, die höchsten Ansprüchen gerecht wurde. Als Hersteller von Luxuskarosserien erhielt Gläser Karosserie im Jahr 1926 den Auftrag für den Serienbau von Pullman-Karosserien, nachdem die Firma mit einer besonderen Lösung für den extrem langen Radstand überzeugt hatte. General Motors erteilte einen Großauftrag zur Serienfertigung dieser Cabriolets für seine Tochterfirmen Buick, Cadillac und Chevrolet. Ebenso ließen die Wanderer-Werke und Steyr-Werke, Maybach, Horch, Audi und Ford bei Gläser Karosserie Einzelstücke und Serien fertigen.

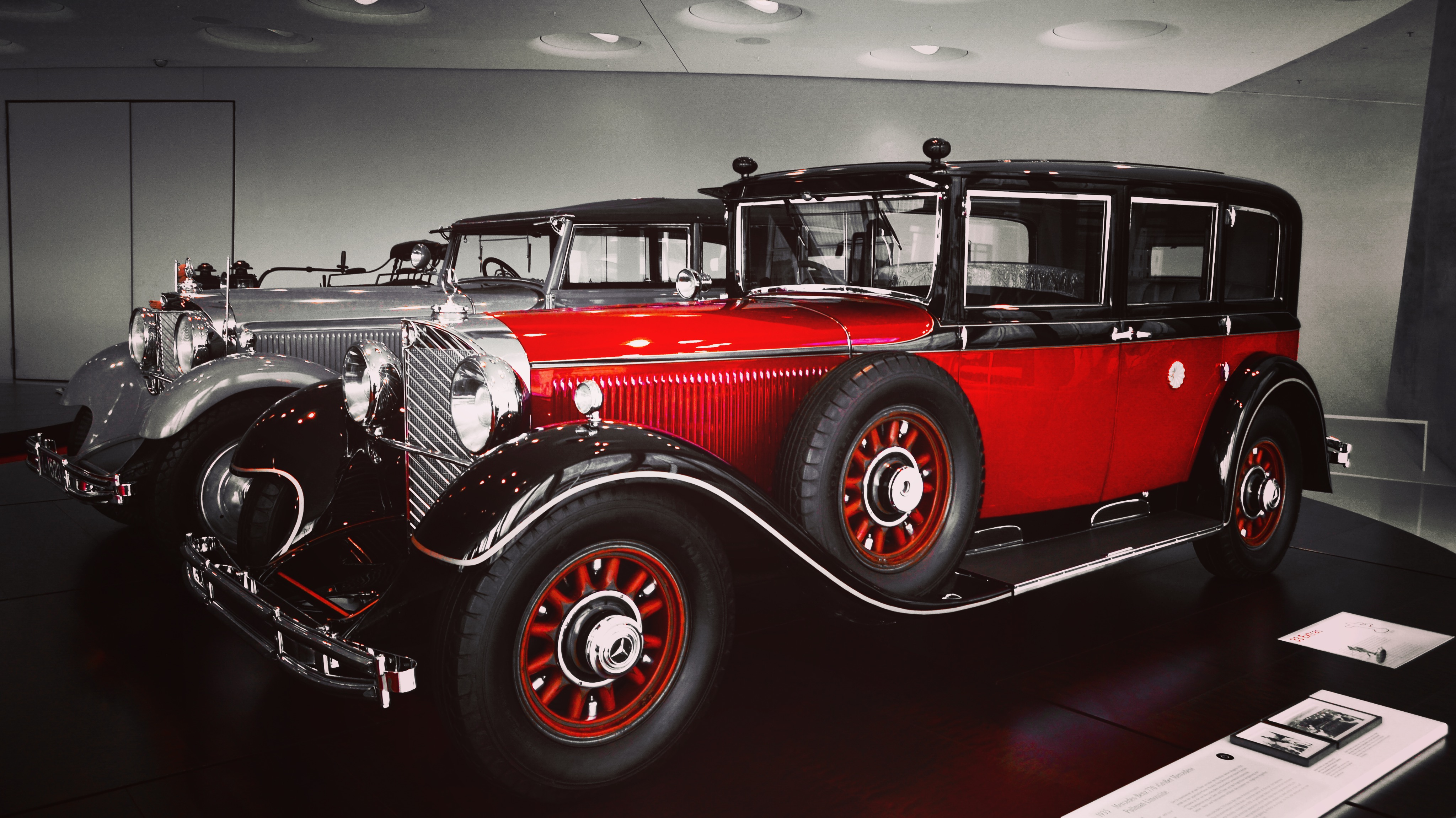
Pullman-Cabriolet mit sechs Seitenfenstern

Das Pullman-Cabriolet mit sechs Seitenfenstern zählt nicht nur gestalterisch, sondern auch technisch-konstruktiv zu den Meilensteinen des Karosseriebaues aus den beiden Karosseriefabriken Emil Heuers. Das Unternehmen war ebenfalls Weltmarktführer für einen sehr einfach zu bedienenden Mechanismus der extrem langen Klappverdecke, wofür die Firma mehrere Patente besaß. Die Modelle von Gläser-Karosserie gehörten mit zu den Schönsten auf den internationalen Ausstellungen und Messen. So bestellte Horch bei Gläser Karosserie für den Pariser Autosalon 1930 ein Zwei-Fenster-Gläser-Cabriolet Horch 8 Typ 400.
Im Jahr 1930 erfolgte der Bau einer Gläser-Spezialkarosserie für Nash Motors auf Basis eines Nash „Six“ für die USA, mit dessen Endergebnis die ganze Perfektion der namenlosen Zeichner und Handwerker in Erscheinung trat.
Besonders erfolgreich wurde 1927 ein viersitziges Cabriolet auf W 10-40 PS Wanderer-Fahrgestell. Es muss so überwältigend formschön gewesen sein, dass ein amerikanischer Journalist auf dem Pariser Autosalon 1931 über das Gläser-Cabriolet voller Begeisterung ausrief: „One of the most beautiful cabriolets ever built!“ („Eines der schönsten Cabriolets, die je gebaut wurden!“).
Diese allgemeine Euphorie schlug sich auch in Auftragszahlen nieder, innerhalb nur weniger Tage verbuchte das Unternehmen einen Auftragsbestand von 5.000 Stück. Ein regelrechter Auto-Boom begann, und die „ganz Großen der Branche“ bestellten bei Emil Heuer alias Gläser Karosserie. Unter ihnen Paul Daimler, der Sohn des Stuttgarter Autopioniers, der für „Horch“ den legendären Achtzylinder entwickelte, oder die Maybach-Motorenbau GmbH aus Friedrichshafen am Bodensee, die für ihre Chassis die luxuriösesten Karosserien und Ausstattungen entwerfen ließen. Es wurden Autos in Auftrag gegeben, die höchsten Ansprüchen genügten. Solch ein Unikat kostete damals, umgerechnet auf heutige Währung zwischen 200.000 bis 300.000 Euro. Der heutige Wert solch ausgefallener Oldtimer liegt im Millionen-Bereich. Bei „Heuer“ in Radeberg und „Gläser“ in Dresden herrschte Konjunktur.

## 1929 bis 1933 - Weltwirtschaftskrise
Ein erneuter Einschnitt in die Erfolgskurve der Gläser Karosserie ging mit der Weltwirtschaftskrise einher. Der New Yorker Börsencrash, eingeleitet mit dem Schwarzen Freitag in der Wall Street im Oktober 1929, stürzte die Welt in eine bis dahin schwerste Weltwirtschaftskrise. Bis Anfang der 1930er Jahre erfolgten dramatische Absatzeinbrüche bei Automobilherstellern und Karosseriebauern und brachten auch Heuer-Gläser in wirtschaftliche Schieflage. Wichtige Kunden und Zulieferbetriebe wurden insolvent oder mussten ihren Automobilbau einstellen. Die bedeutenden Auftraggeber Audi, DKW, Horch und Wanderer fusionierten auf Betreiben der Sächsischen Staatsbank zum 29. Juni 1932 zur Auto Union AG und sicherten so den Fortbestand ihrer Standorte und Marken.
Beide Heuer-Gläser-Firmen kamen in Zahlungsschwierigkeiten. Der Umsatz sank um mehr als die Hälfte. 1932 kam erneut Hoffnung auf, als die Wanderer-Werke Aufträge für 60 Cabriolet-Karosserien Typ W15/W17 und probeweise 75 Limousinen-Karosserien auslösten. Gleichzeitig hatte General Motors starkes Interesse für langfristige Geschäfte signalisiert, was Georg Heuer dazu veranlasst hatte, bereits im Vorfeld spekulativ tätig zu werden und umfangreiche Investitionen und Materialkäufe aufzunehmen. Als der geplante Deal mit den Amerikanern nicht aufging und die Wanderer-Werke, wegen eigener Probleme, ihre Aufträge stornierten, standen die beiden Firmen vor der Insolvenz.
Das Ende des Unternehmens vor Augen, schied Georg Heuer 1932 durch Suizid aus dem Leben.

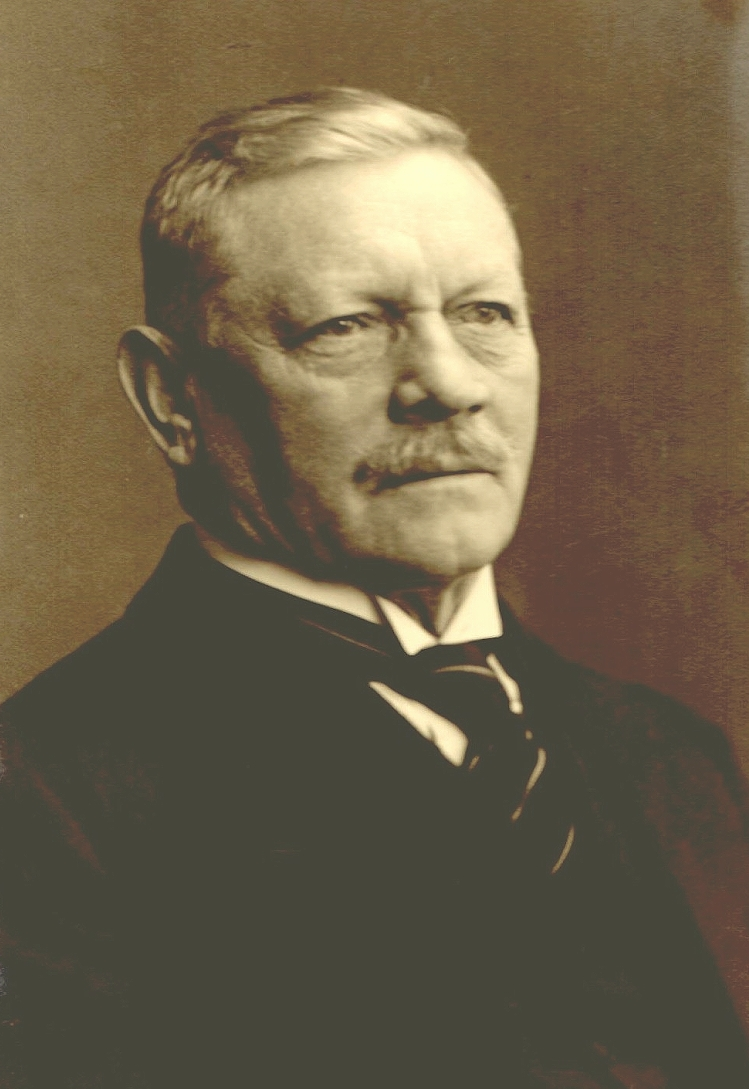
Emil Heuer, um 1925

Der 74-jährige Emil Heuer übernahm erneut die Hauptlast der Geschäftsführung beider Betriebe. Er stand ab 1932 wieder als alleiniger Firmeninhaber im Handelsregister verzeichnet, sein Sohn Theodor Erich als Prokurist und Georg Edmund als Ingenieur.
Am 6. Juli 1933 musste das Unternehmen Konkurs für beide Betriebe in Dresden und Radeberg anmelden.
Emil Heuer, der seit 50 Jahren als erfolgreicher Unternehmer gewirkt hatte, davon 30 Jahre als einer der führenden Karosseriebauer Deutschlands, hatte zu den zahlreichen Tüftlern und Erfindern gehört, die gleichberechtigt und auf Augenhöhe mit Automobilherstellern wie August Horch, Wilhelm Maybach, Ferdinand Porsche, Henry Ford u. v. a. zusammengearbeitet hatte. Er verstarb im Alter von 76 Jahren am 29. März 1934 nach längerer Krankheit in seinem letzten Wohnort Striesener Straße 6 in Dresden. Die Beisetzung erfolgte am 14. April 1934 im Neuen Park Dresden (Urnenhain Tolkewitz).

## 1933 bis 1939 - Gläser-Karosserie GmbH
Für die Hauptgläubiger der insolventen Firmen Dresden und Radeberg bestand Interesse am Weiterbestehen des Unternehmens. Bereits am 12. Juni 1933 wurde die Gläserkarosserie GmbH als Auffanggesellschaft gegründet. Als Geschäftsführer wurden Otto Götz und die Prokuristen Erich Heuer und Ernst Rode eingesetzt. Das Konkursverfahren zog sich bis 1935 hin. Der Schwiegersohn von Emil Heuer, Karl Willy Bochmann, trat ab 1938 zusätzlich als Geschäftsführer bei Gläser-Karosserie in Erscheinung. Bochmann war bereits seit 1922 Inhaber und Besitzer der Metall- und Spielwarenfabrik Carl Bochmann, Dresden, Dammweg 16.
Ab 1943 bis 1945 wurden als Geschäftsführer benannt: Otto Götz, Theodor Erich Heuer und Willy Bochmann, als Prokuristen Ernst Rode und Edmund Heuer.
Die Gläserkarosserie GmbH wurde wieder zu einem der weltweit erfolgreichsten und gefragtesten Karosserieunternehmen Deutschlands. Für die exklusivsten europäischen Automobilwerke wurden bis zum Kriegsbeginn 1939 ausgefallene Sonderanfertigungen an Karosserieaufbauten und Innenausstattungen geschaffen. Auch die Amerikaner Buick, Chrysler, Lincoln, Chevrolet, Cadillac, Ford, Marmon und Nash ließen bei „Gläser“ ihre Automobile mit einem besonderen „Karosserie-Kleid“ ausstatten oder, wie Cadillac, als Premiumfahrzeuge herstellen. Die Kunden für diese ausgefallenen Wagen waren namhafte Persönlichkeiten, Adlige, hohe Politiker, Industrielle, Geschäftsleute, Stars und Idole, die ihren Wagen nach persönlichen Ansprüchen und Vorlieben „karossieren“ ließen. Bereits 1934 begannen Fertigungsserien für den Audi UW Cabriolet mit aufpreispflichtigen Speichenrädern und zweitem Ersatzrad. Ab 1935 baute die Gläserkarosserie GmbH ihren guten Ruf auf internationaler Ebene mit der Herstellung von erstklassigen Cabriolet-Karosserien aus, so wurden u. a. von 1937 bis 1939 „Zwei-Fenster-Sport-Cabriolet Steyr Typ 220“ gebaut, desgleichen auf dieser Basis der Ford Eifel und Opel Kapitän.

## 1939 bis 1945 - Gläser-Karosserie GmbH im Zweiten Weltkrieg
1939 beging Gläserkarosserie GmbH das 75. Firmenjubiläum seit der Geschäftsübernahme der Sattlerwerkstatt durch Heinrich Gläser 1864. Im Dresdner Werk wurden inzwischen 1200 Mitarbeiter beschäftigt, in Radeberg etwa 900. Der Ausbruch des Zweiten Weltkrieges im gleichen Jahr ließ die PKW-Produktion mit ihren Einzelanfertigungen erneut zurückgehen und brachte eine komplette Umstellung auf Kriegswirtschaft mit sich. Während der Zeit des Zweiten Weltkrieges wurde die Gläserkarosserie GmbH, die auch ca. 1000 Zwangsarbeiter und 150 bis 180 sowjetische Kriegsgefangene beschäftigte, vollkommen auf einen Rüstungsbetrieb umgestellt. Unter anderem wurden Aufbauten für den Einheits-Kübelwagen Kfz 15 und den Funkwagen Kfz 17, Lafetten für die Bordkanone der Messerschmitt Bf 109 und Gondeln für die Aufnahme der Triebwerke der Messerschmitt Me 262 hergestellt. Für die Rüstungsproduktion wurden Serienanfertigungen und Baureihen unerlässlich. Da bisher die Platzkapazität für technologische Abläufe in großzügigen Montagehallen mit dem Aufstellen einer Großpresse für Ganzstahl-Karosserien fehlte, wurden im Dresdner Industriegelände etwa 5.000 Quadratmeter Flächen und Hallen für die Fertigung von Flugzeugteilen angemietet, auch in Radeberg wurden neue Produktionsflächen erworben. Auf einem 15 ha großen Gelände an der heutigen Heidestraße/Heinrich-Gläser-Straße (damalige Hindenburg-/Goldbachstraße) begann in einigen vorerst schnell aufgestellten Werkhallen eine Produktion. 1944 bestand das Unternehmen „Gläserkarosserie GmbH“ aus 5 Betriebsteilen:
- Werk I - Dresden Litzmannstraße (ehem. Arnoldstraße),
- Werk II - Radeberg Pulsnitzer Straße / Oberstraße,
- Werk III - Dresden Industriegelände,
- Werk IV - Radeberg Mühlstraße,
- Werk V - Radeberg Hindenburgstraße / Goldbachstraße.

Bei den Luftangriffen auf Dresden am 13. und 14. Februar 1945 wurde das Fertigungsgelände von Gläser in der Litzmannstraße 18-24 größtenteils zerstört. Maschinen, die noch verwertbar waren, wurden auf „Höchsten Befehl“ ab März 1945 in mehr als 40 Eisenbahnwaggons in die Oberpfalz nach Neustadt an der Waldnaab ausgelagert, um bombensicher eine neue Produktion aufbauen zu können. Geschäftsführer Erich Heuer wurde damit beauftragt, eine neue Fertigungsstätte für Messerschmitt-Flugzeugteile in Bayern für den „Endsieg“ zu errichten. In Ullersricht wurden unter seiner Leitung bis zum Kriegsende, mit zahlreichen Dresdner Fachkräften, Flugzeugteile produziert.
Die Radeberger Betriebe blieben von Bombenangriffen verschont.

## Ab 1945 - Ende der Gläserkarosserie GmbH

### Geschichte im Osten ab 1945
In der Sowjetischen Besatzungszone (SBZ) begannen nach dem Einmarsch der Roten Armee in Dresden die Trümmerberäumungen. Dem bisherigen Geschäftsführer Willy Bochmann wurden ab Juni 1945 der Aufenthalt und Zugang zum Unternehmen verwehrt und seine Beschäftigung beendet. In den Betriebsübersichten der Stadt Dresden (Pass für Industrie-Unternehmen/dt.-russ.) vom August / September 1945 wurde er noch als Geschäftsführer der Carl Bochmann Metall- und Spielwarenfabrik verzeichnet. Ende 1945 wurde Bochmann von der Sowjetischen Kommandantur verhaftet und kam 1950 in einem Lager ums Leben. Geschäftsführer Erich Heuer, der sich bereits in Bayern aufhielt, und Prokurist Edmund Heuer wurden fristlos entlassen.
Die Gläserkarosserie GmbH wurde nach Kriegsende als Ehemaliger Rüstungsbetrieb klassifiziert, das gesamte Vermögen der Firma beschlagnahmt und eingefroren. Im Rahmen der Reparationen in der SBZ kam es in den Betriebsteilen Dresden und Radeberg zur Demontage der Produktionseinrichtungen und deren Überführung in die Sowjetunion. Ausgelagert und mitgenommen wurden auch wertvolle Firmenunterlagen.
Im Juni 1946 erfolgte in der SBZ auf der Grundlage des Volksentscheides die ersatzlose Enteignung und Verstaatlichung der Dresdner und Radeberger Betriebsteile der ehemaligen Gläserkarosserie GmbH mit deren Überführung in Volkseigentum und der Unterstellung unter die Industrieverwaltung der Landesregierung Sachsen.
Nachdem am 1. Juli 1948 alle Betriebe, die Straßenfahrzeuge herstellten, im Territorium der SBZ zur IFA-Vereinigung Volkseigener Fahrzeugwerke zusammengefasst wurden, erhielt das eigenständige Dresdner Werk die Firmenbezeichnung IFA - Vereinigung Volkseigener Fahrzeugwerke, Karosseriewerk Gläser. Das Radeberger Werk wurde zum eigenständigen IFA Vereinigung Volkseigener Fahrzeugwerke, Karosseriewerk Radeberg. Der Markenname Gläser musste jedoch durch ergangenen Rechtsspruch aus dem Firmennamen der Dresdner Firma entfernt werden, da die „Erben Heuer“ Markeninhaber waren und ihr Recht eingeklagt hatten. Daraufhin erfolgte im September 1951 die neue Firmierung in IFA-Karosseriewerk Dresden (KWD).
Die Namen Gläser-Karosserie bzw. Gläser mit ihrer hohen internationalen Wertigkeit durften in der SBZ bzw. DDR infolge Rechtsspruches nicht mehr als Firmierung oder Marke für die sich als Nachfolge-Firmen ausgebenden Karosseriewerke verwendet werden. Damit war die Marke in der SBZ bzw. der DDR erloschen. Das 1994 von der Schnellecke Group privatisierte Unternehmen Karosseriewerk Dresden mit Sitz in Radeberg ist juristisch kein Nachfolge-Unternehmen von Gläser-Karosserie bzw. Gläser.

### Geschichte im Westen 1945 bis 1952

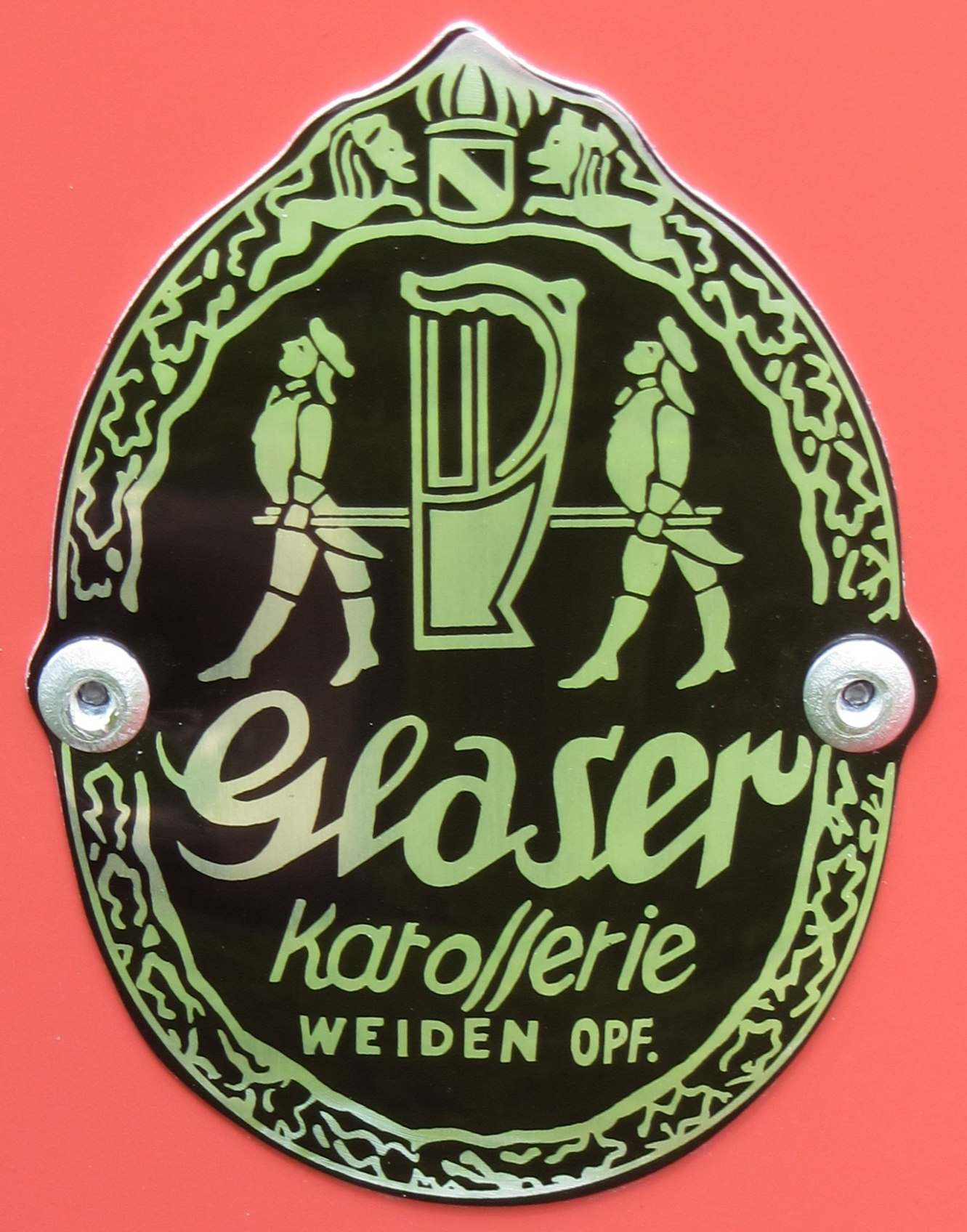
Logo der Firma Gläser in Weiden (Glaser steht für den US-Markt)

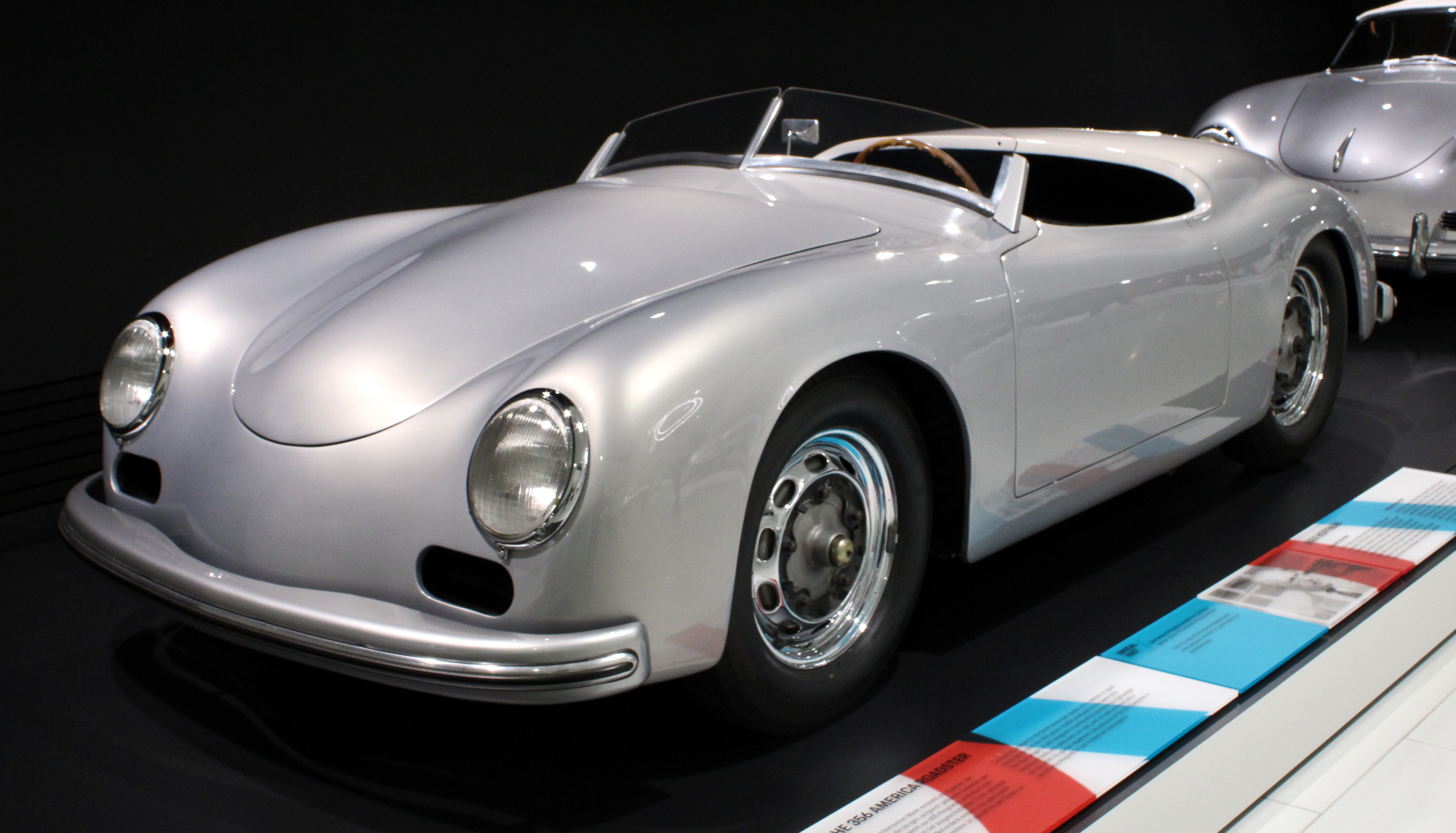
Der Porsche 356 America Roadster mit Gläser-Karosserie aus Weiden

In der BRD existierten Firma und Marke Gläser nochmals in Ullersricht/Weiden von 1950 bis 1952. Emil Heuers jüngster Sohn, Erich Heuer, begann mit den im Krieg nach Ullersricht ausgelagerten Maschinen nach Kriegsende einen Neuanfang als „Oberpfälzer Metallwaren-Fabrik“, mit insgesamt 47 Beschäftigten, davon 30 Dresdner der ehemaligen Firma Gläserkarosserie GmbH. Ab 1950 versuchte er mit einer Cabrio-Produktionsschiene für Porsche einen Neubeginn im hochwertigen Segment des Karosseriebaues. Er begann mit der Karosserie-Produktion für das Modell Porsche 356 unter der Marke Gläser-Karosserie Weiden. Jedoch kam es nur zur Fabrikation von 237 Cabriolet-Karosserien des Porsche 356-1300 und 16 Karosserien aus Aluminium für den Porsche 540 America Roadster, der eine 356er Variante in Kleinserie für den US-Markt und besonders leicht war und als Sportwagen-Version entwickelt wurde. Wegen Fehlkalkulationen wurde diese Produktion eingestellt. Von 1966 bis 1981 betrieb er in Weiden eine Firma unter dem Namen Erich Heuer Karosseriebau. Die Bezeichnung Gläser Karosserie erschien nicht mehr.

## Belieferte Fahrzeughersteller (Auswahl)
Gläser Karosserien wurden unter anderem für folgende Fahrzeughersteller produziert:
- Adler
- Alfa Romeo
- Aston Martin
- Apollo
- Audi
- Austro-Daimler
- BMW
- Bugatti
- Buick
- Cadillac
- Chevrolet
- Chrysler
- Citroën
- Dixi
- Dux
- Elite-Werke
- Faun
- Ford
- Hanomag
- Hansa (Borgward)
- Hispano-Suiza
- Hudson
- Horch
- Isotta Fraschini
- Lancia
- Lincoln
- Marmon
- Maybach
- Mercedes-Benz
- Minerva
- Nacke
- Nash
- NSU-Fiat
- Opel
- Packard
- Pilot-Wagen AG
- Presto
- Protos
- Röhr
- Rumpler
- Škoda
- Steiger
- Steyr
- Stoewer
- Wanderer
- Wartburg (Automobilwerk Eisenach)

## Galerien

2. Internationales Gläser-Treffen in Dresden Juni 2010
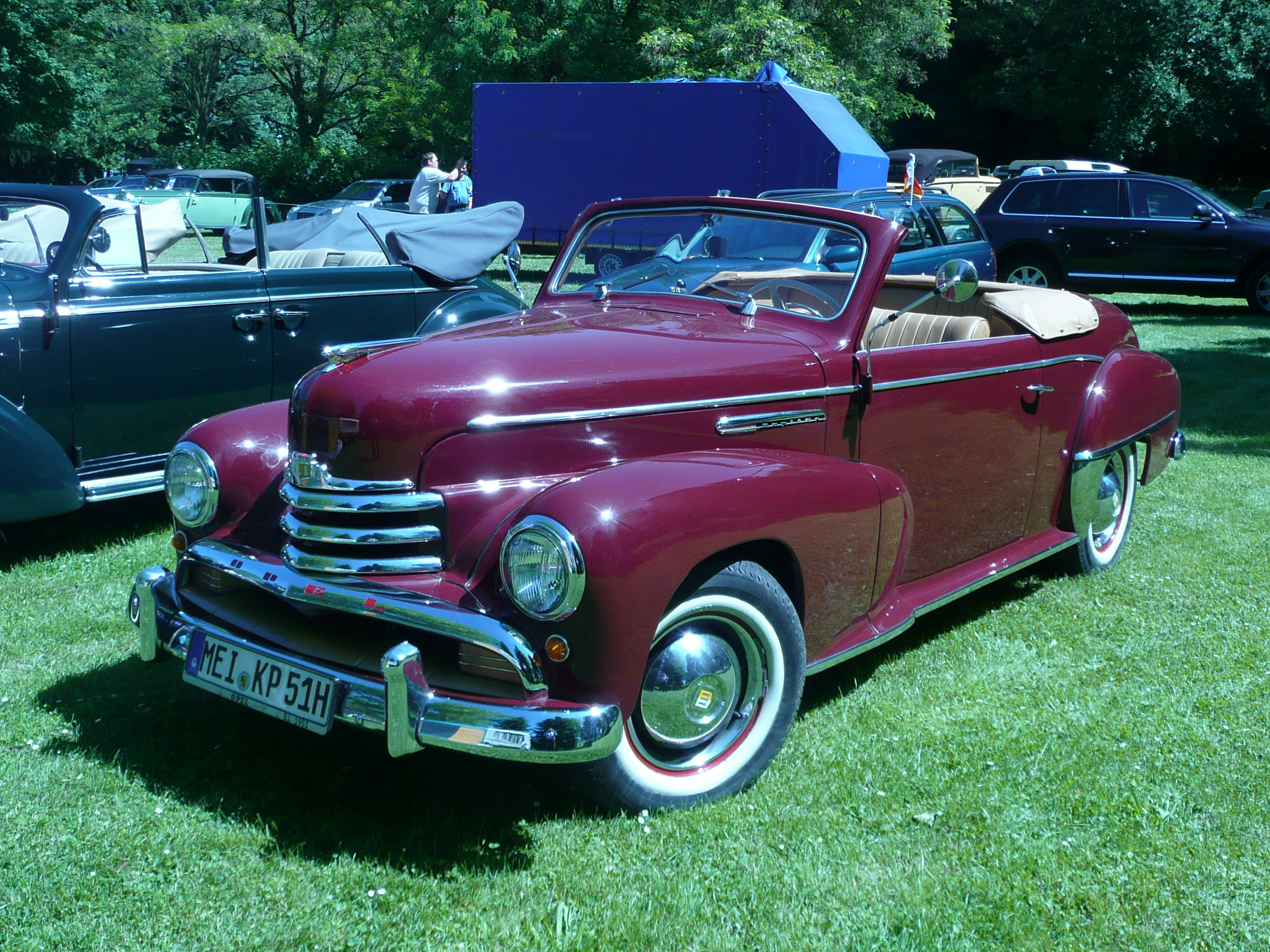
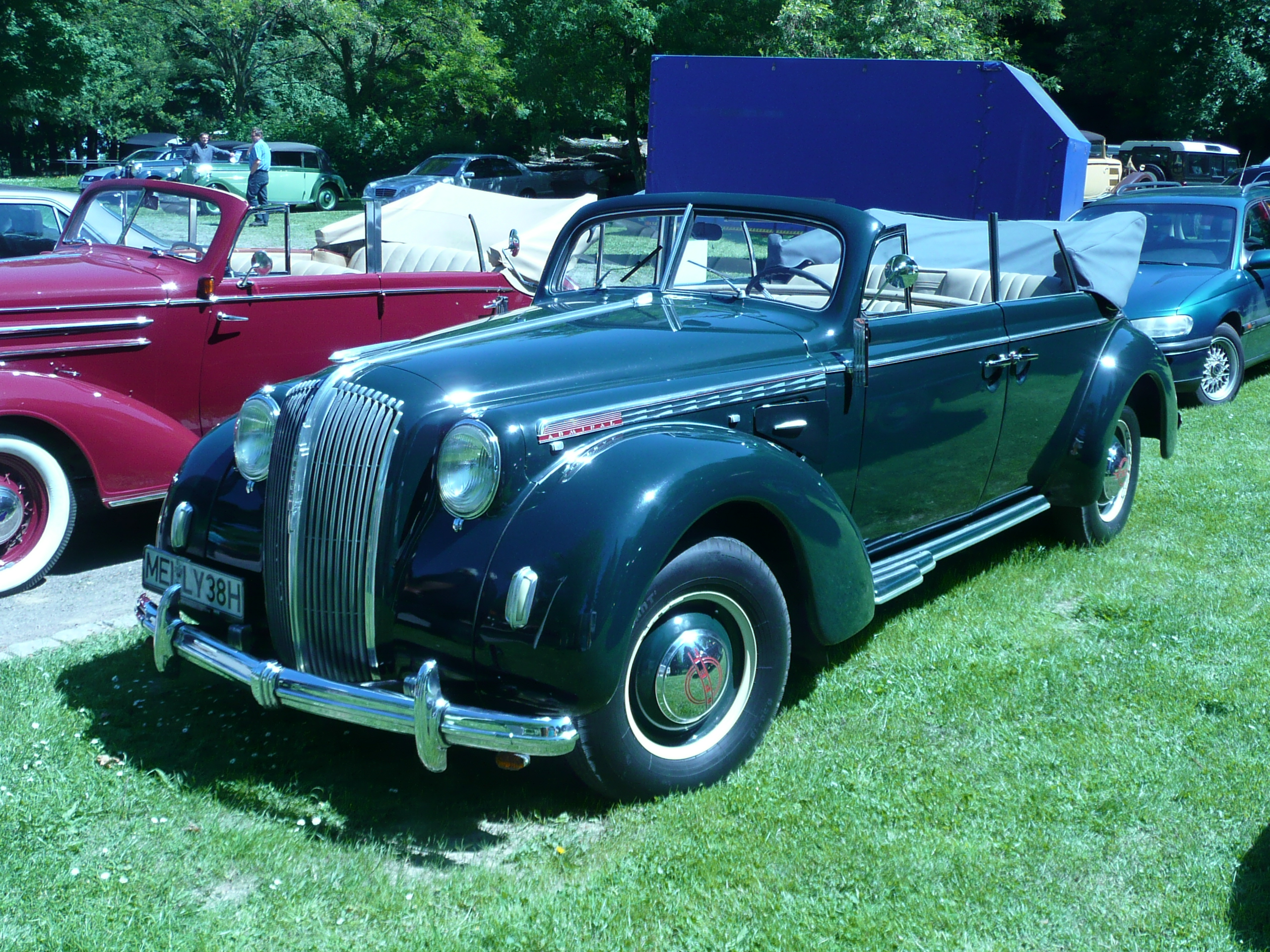
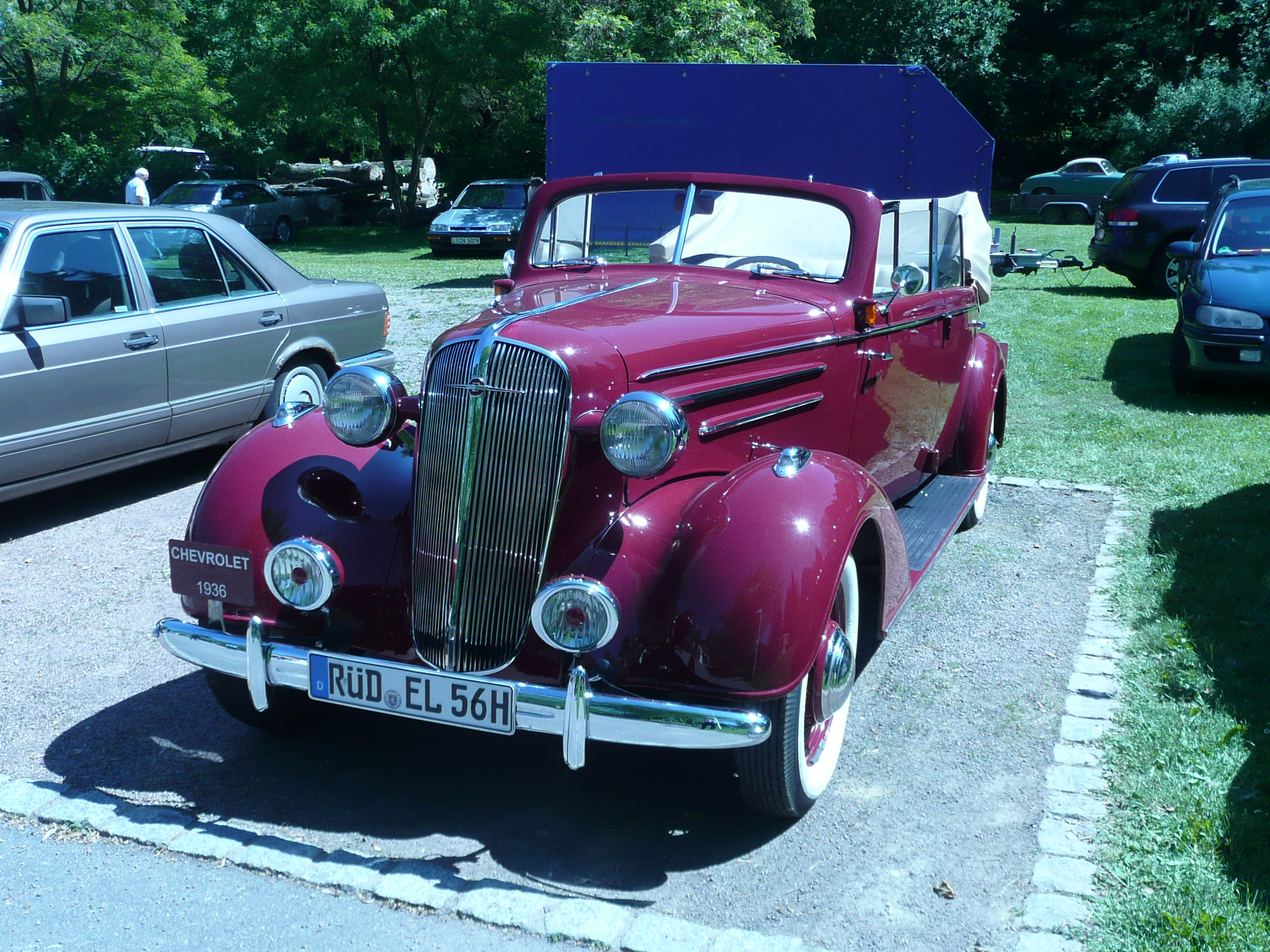
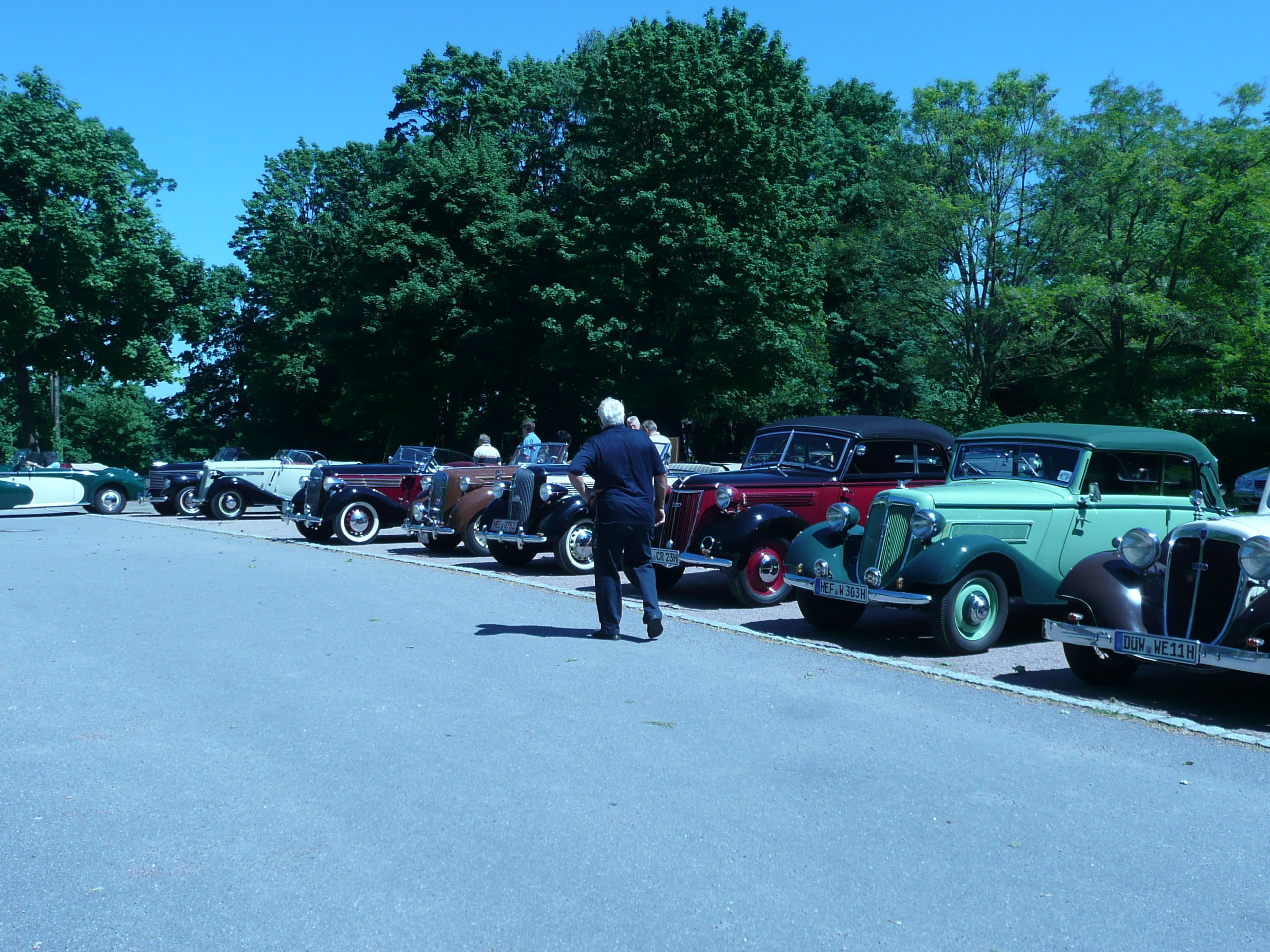
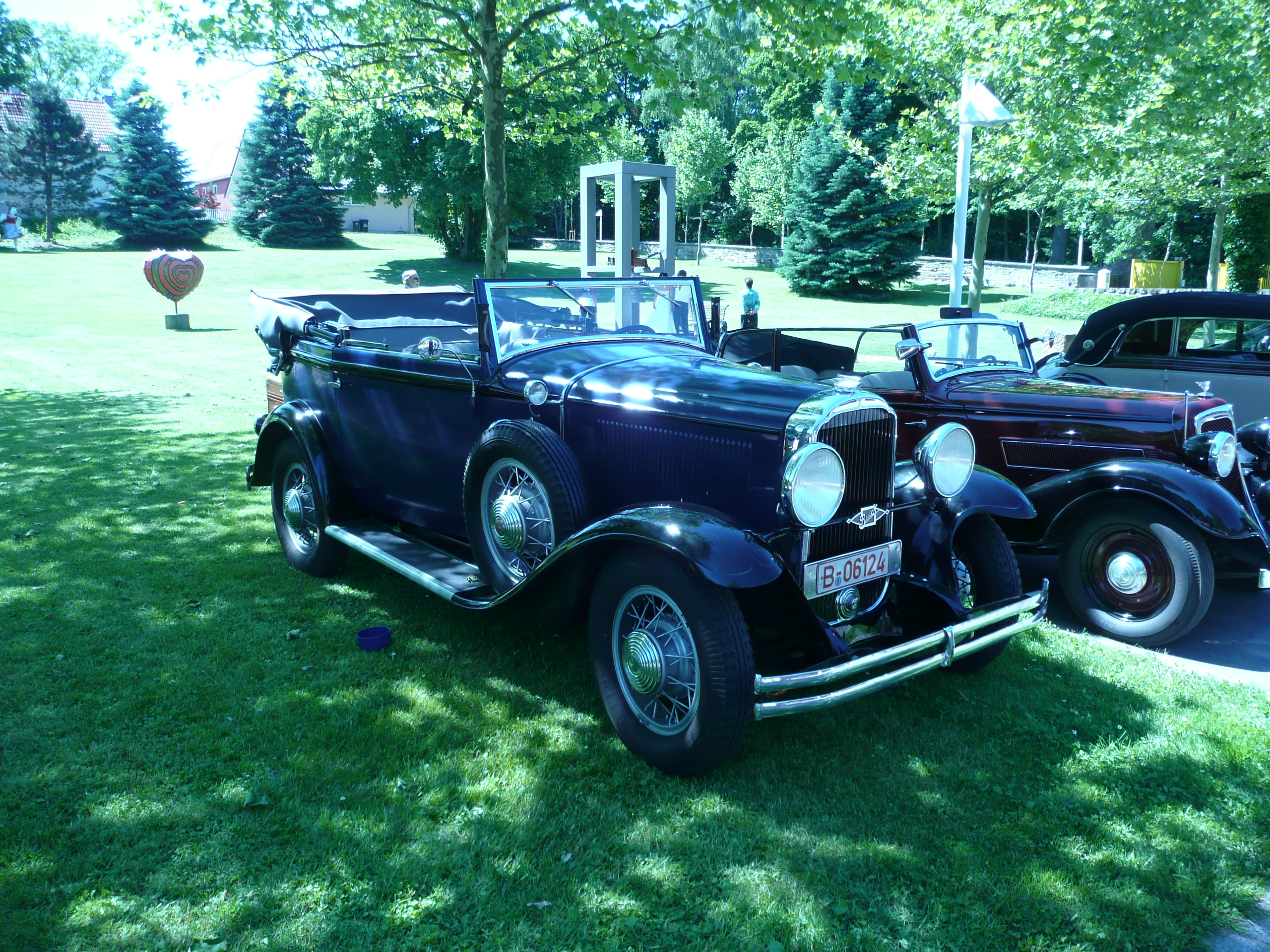
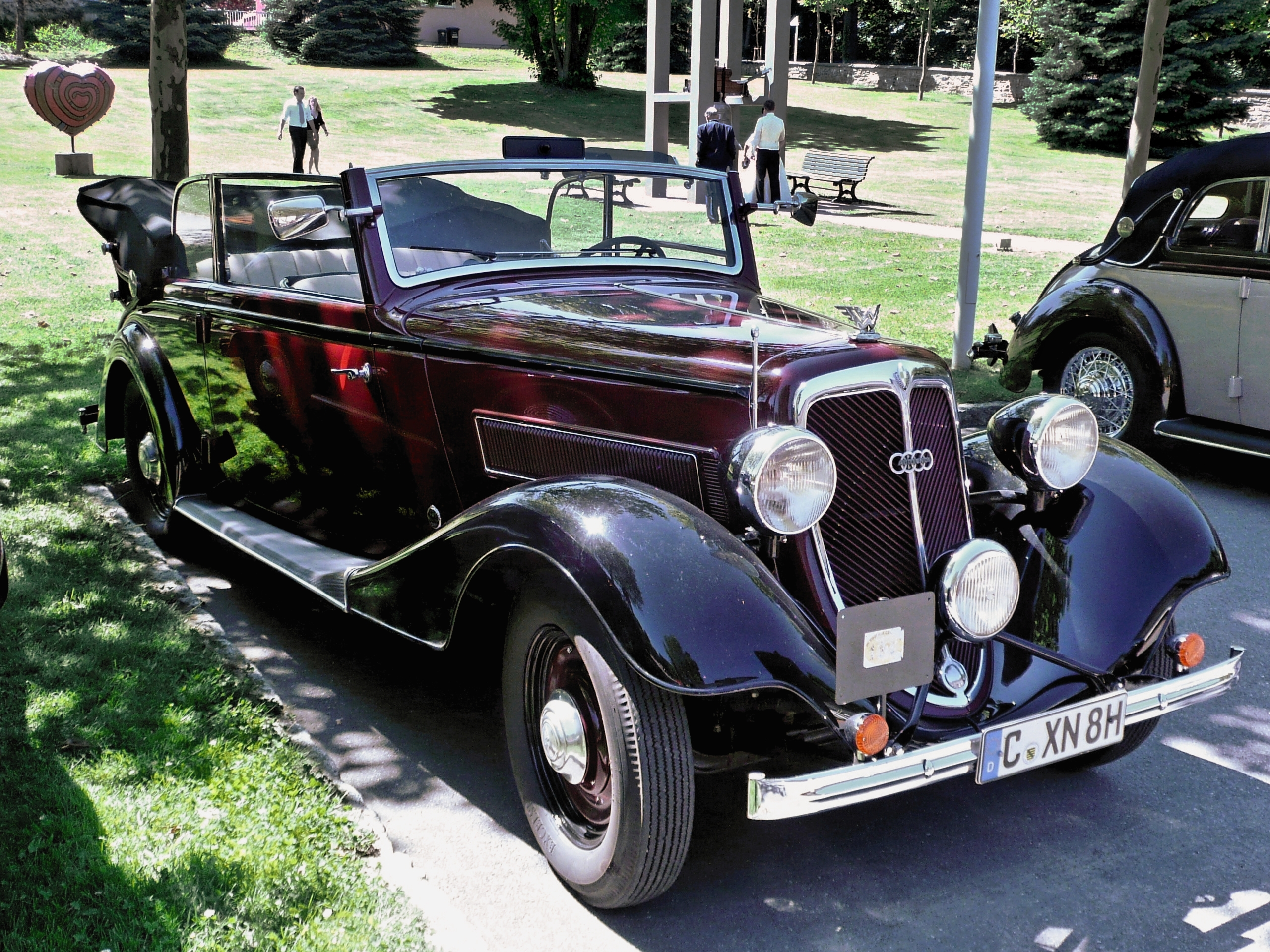
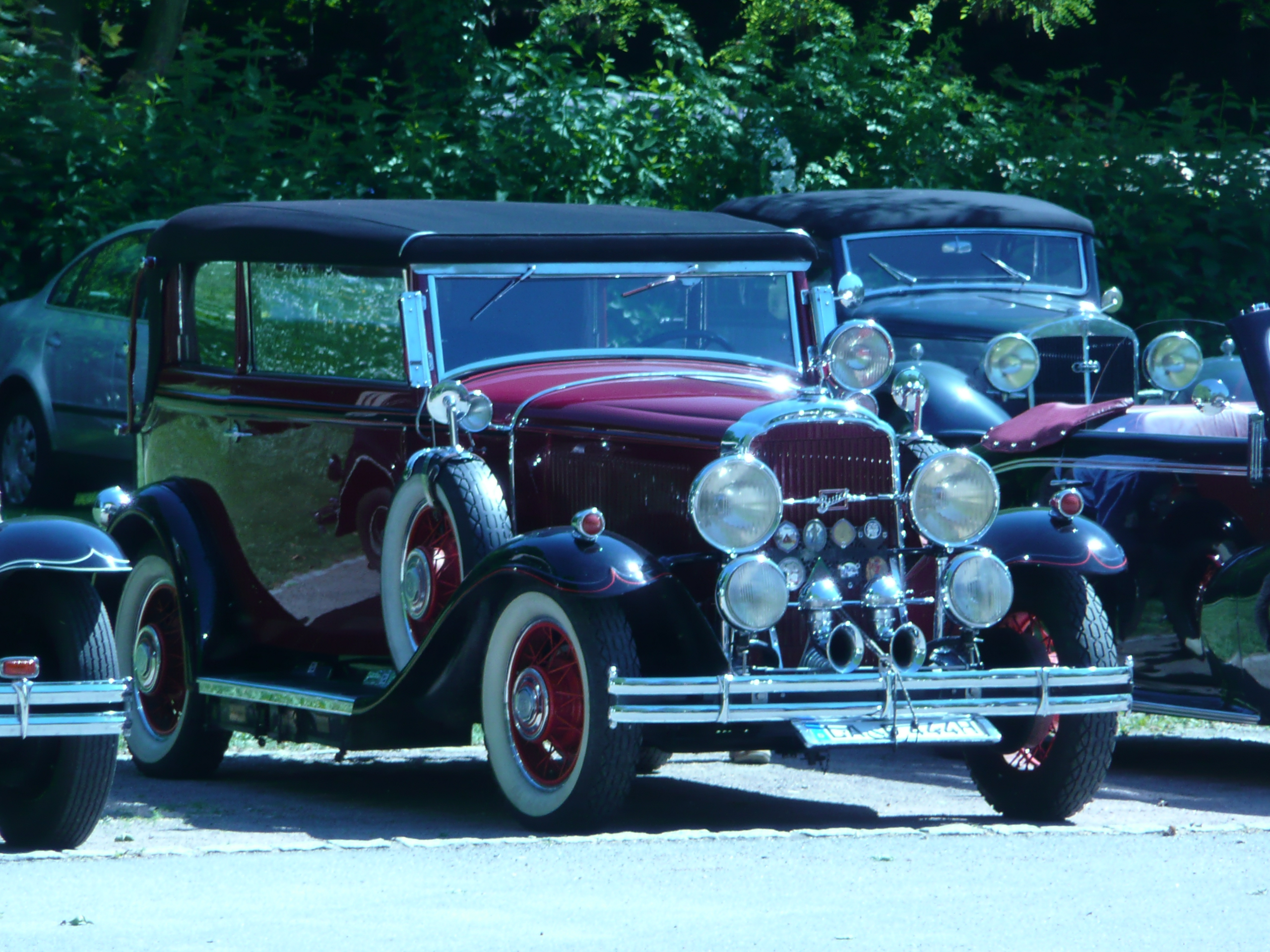
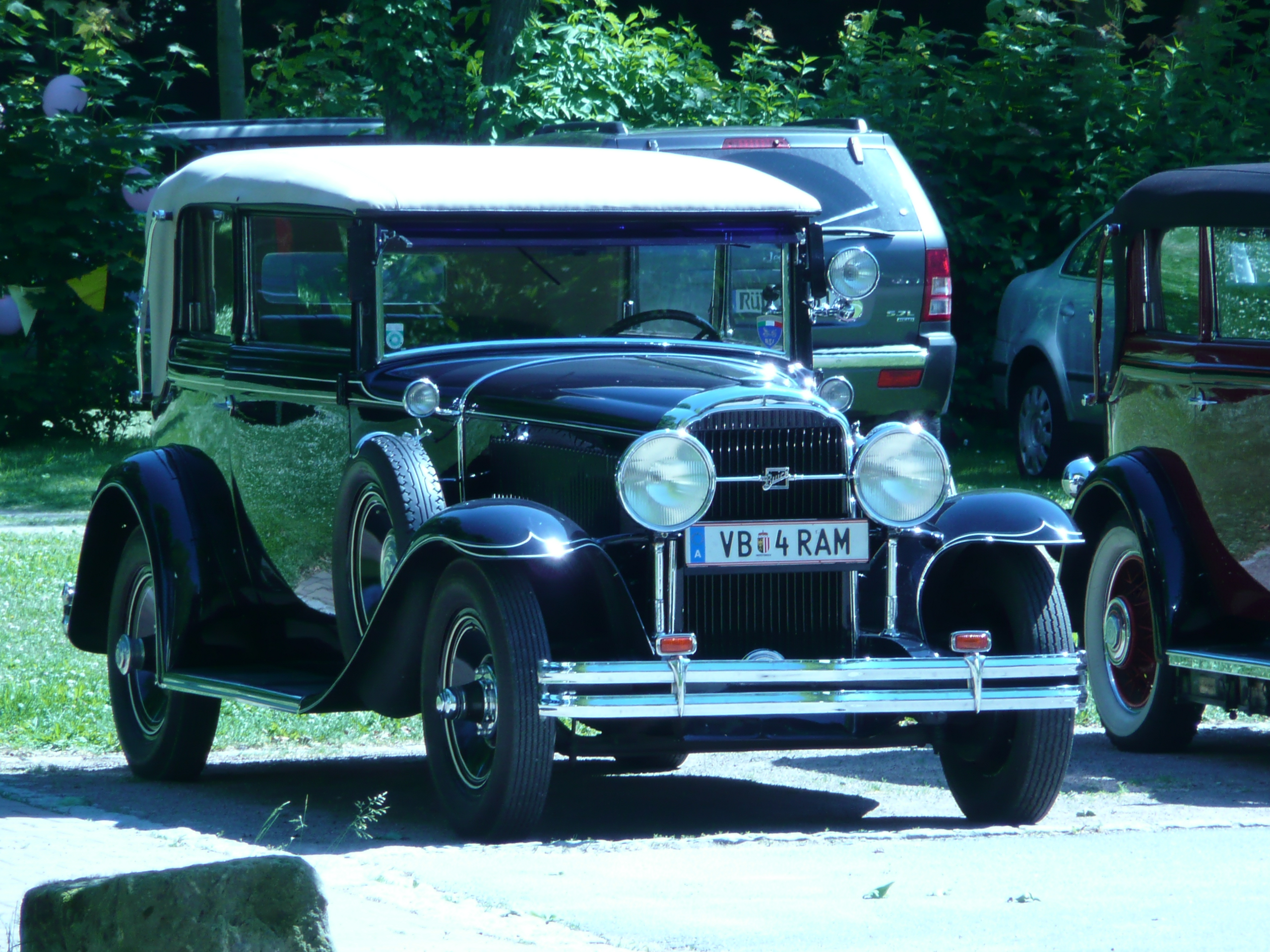

Ausgewählte Automobile mit Gläser-Karosserien
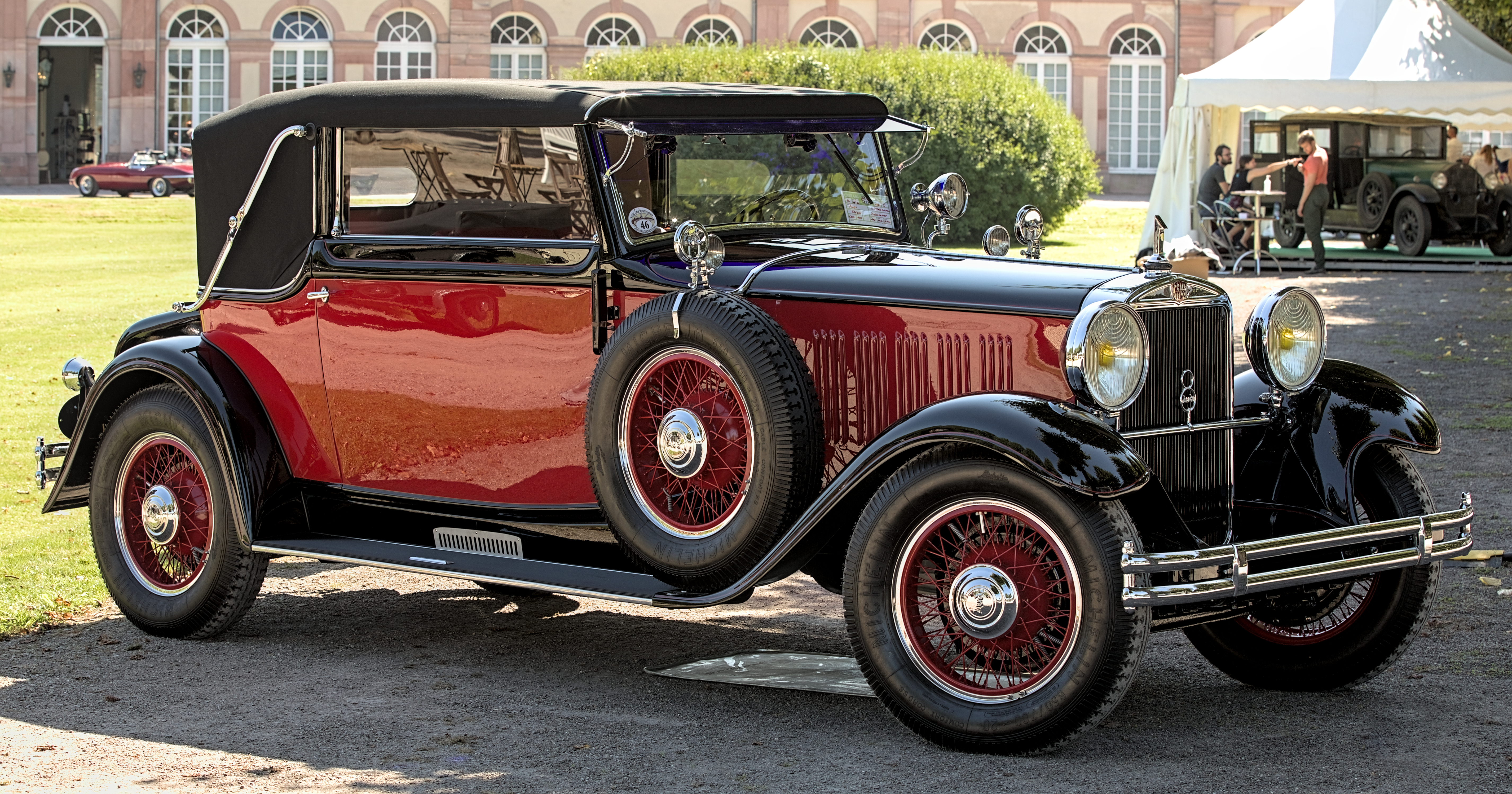
1930er Audi Typ SS Gläser auf der Classic-Gala Schwetzingen 2021
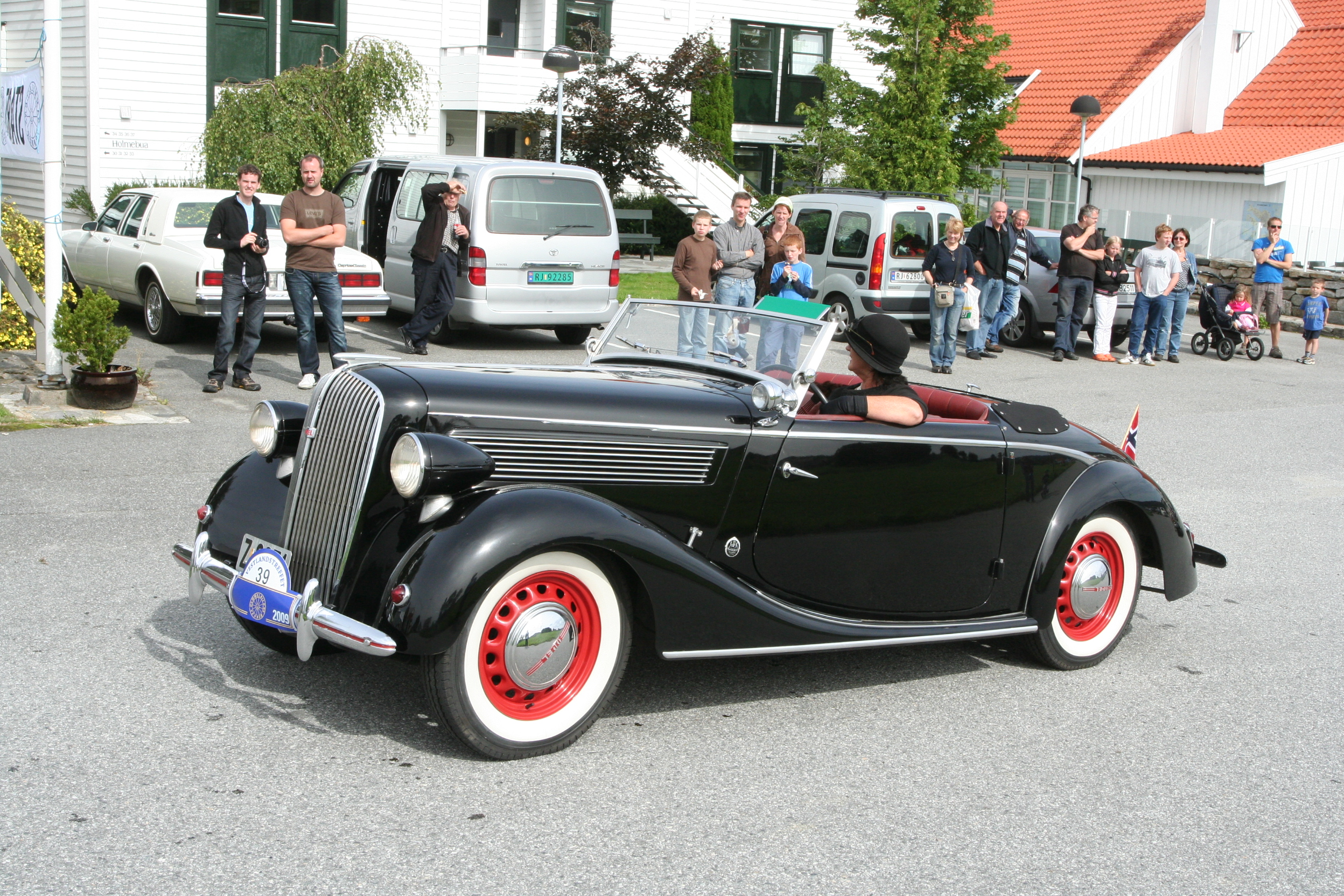
1937er Opel Gläser Super Six, 2-türiges Cabriolet im August 2009 in Utstein, Norwegen.
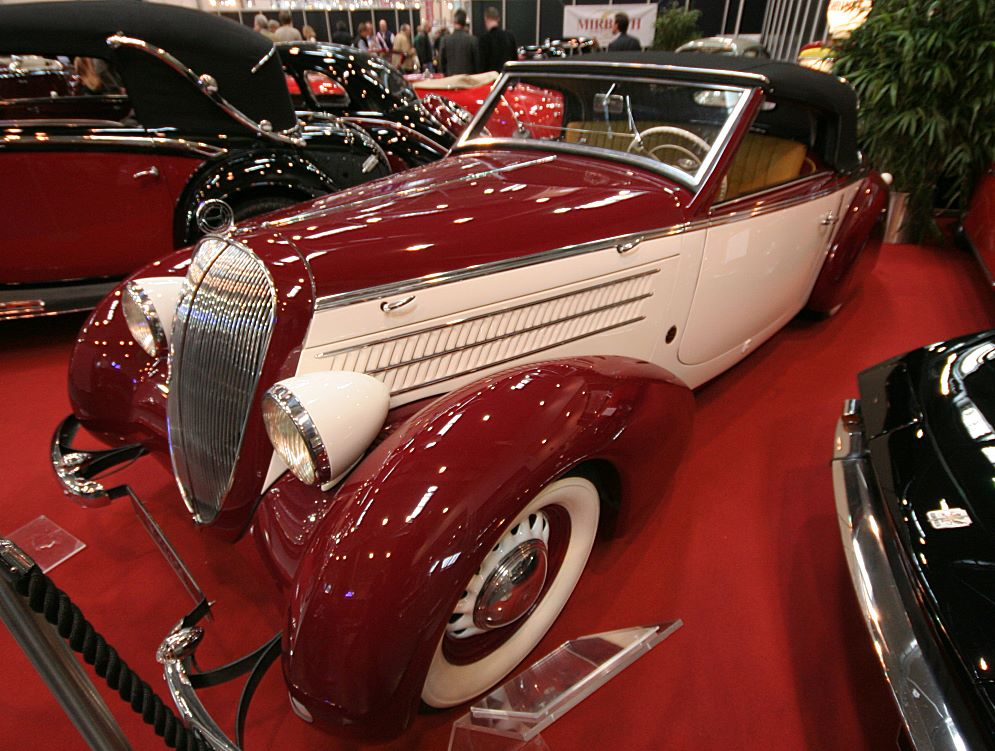
Steyr 220 Gläser Sport Cabriolet 1937.
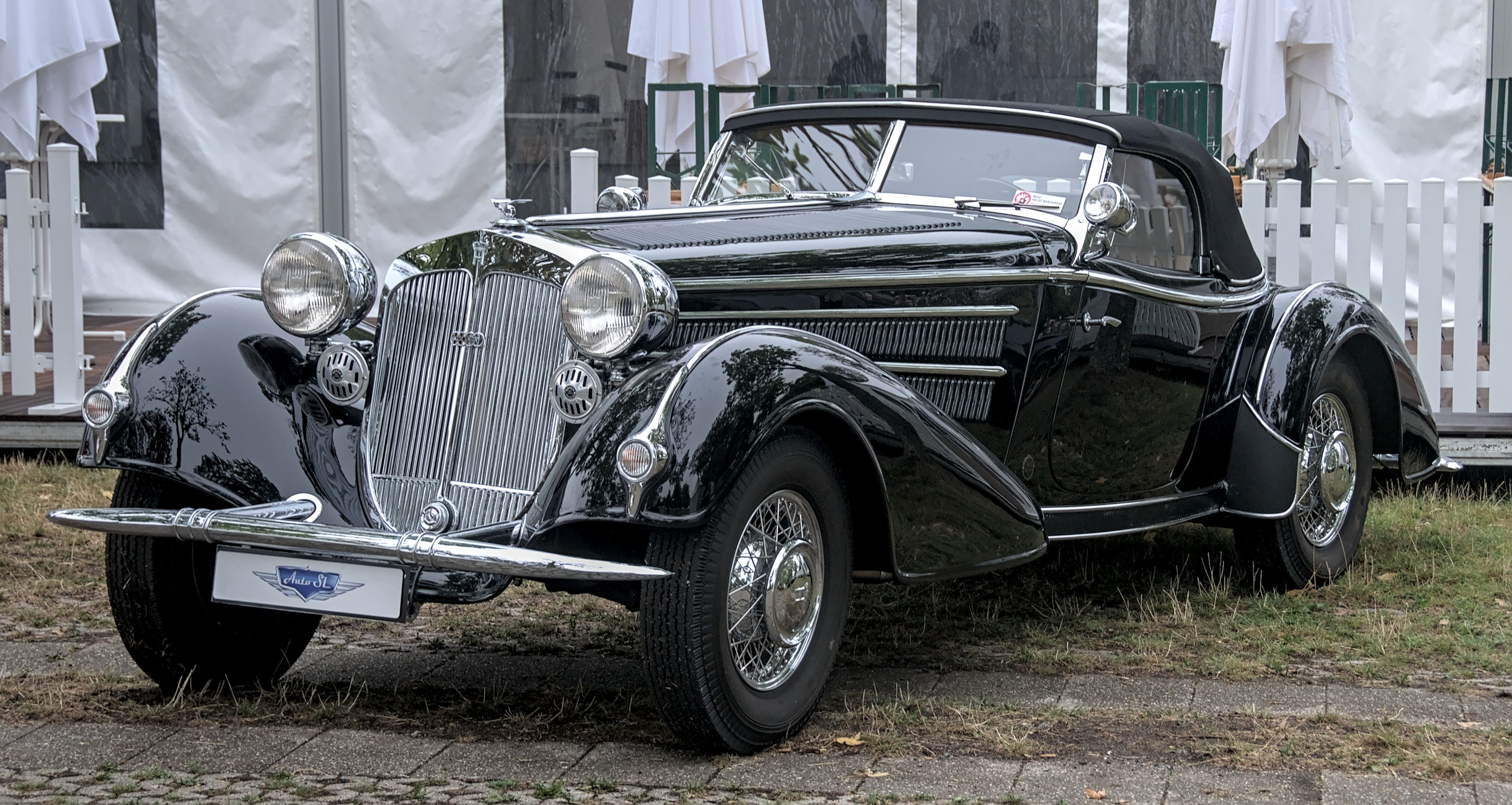
Horch 855 Spezial Roadster von Gläser.
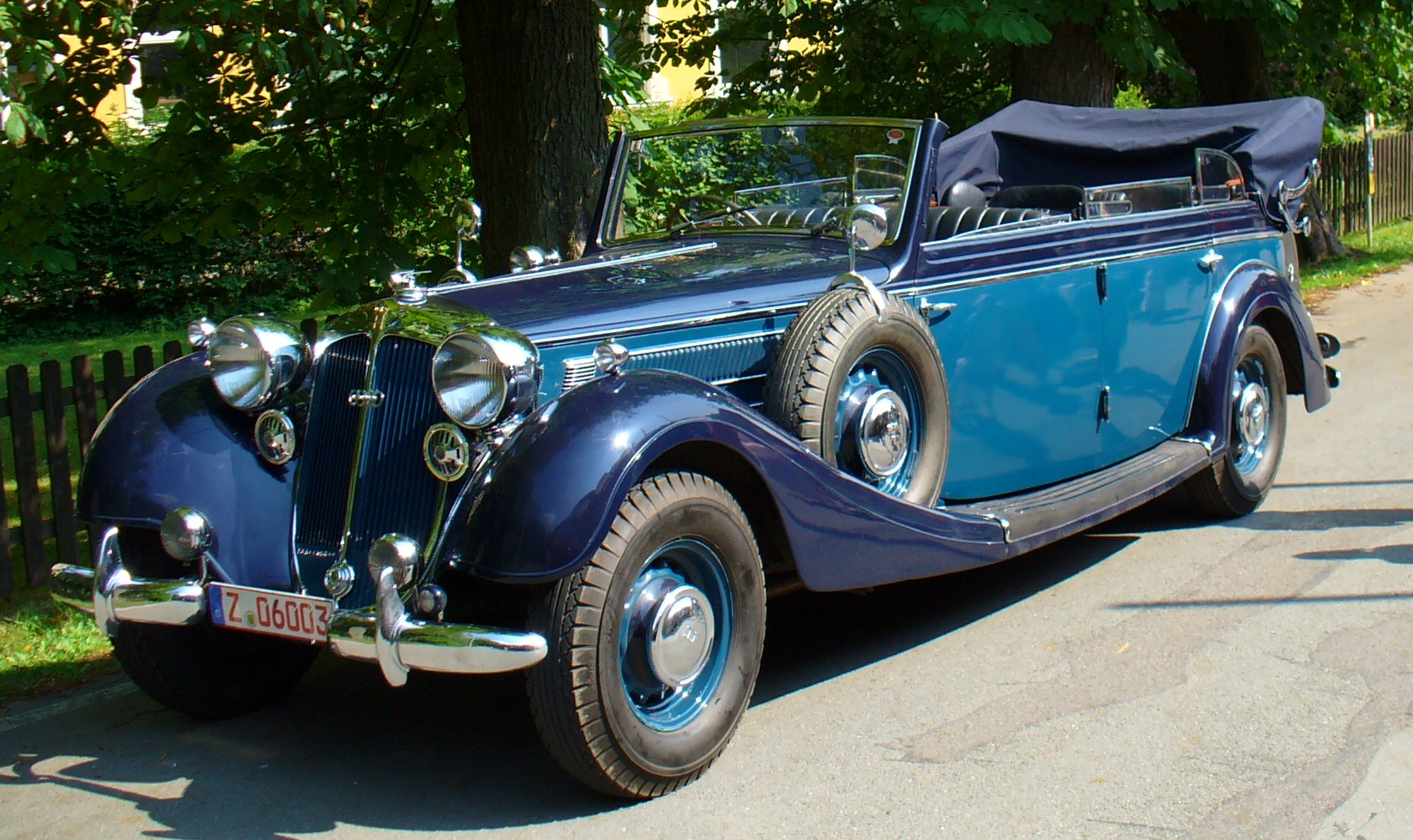
Horch 951 A Pullman-Cabriolet von Gläser 1937, ehemaliger Dienstwagen der deutschen Botschaft in Argentinien.